# Uruk-Zeit
Die Uruk-Zeit ist eine prähistorische Epoche in Mesopotamien. Je nach Periodisierung umfasst sie den Zeitraum von circa 3900/3700 bis 3100/2900 vor Christus und folgt somit auf die Obed-Zeit. Sie ist nach der Uruk-Kultur benannt. Damit wurde ursprünglich eine Keramik-Assemblage bezeichnet, die zunächst in Südmesopotamien verbreitet war. Ihre Einflüsse lassen sich jedoch auch in anderen Regionen des Vorderen Orients nachweisen. Deshalb wird der Begriff der Uruk-Zeit auch auf Syrien, Südostanatolien und den westlichen Iran angewendet. Namensgeber für diese archäologische Kultur war der Fundort Uruk/Warka im südlichen Irak. Er übertraf in seinen Ausmaßen alle anderen Fundorte dieser Epoche und wurde daher als dominantes Zentrum verstanden.
Das Wissen zur Uruk-Zeit befindet sich seit Anfang der 1980er Jahre permanent im Fluss. Hierzu haben die politischen Verhältnisse im Nahen Osten erheblich beigetragen. Die Vorderasiatische Archäologie konzentrierte ihre Forschungen zunächst auf das Kerngebiet der Uruk-Kultur im heutigen Irak. Ab dem Ersten Golfkrieg war sie gezwungen, auf andere Regionen auszuweichen. Vor allem Syrien rückte so in das Zentrum der Aufmerksamkeit. Inzwischen ist wegen verbesserter Forschungsmethoden von dort viel mehr über die Uruk-Zeit bekannt als aus ihrer namensgebenden Kernregion. Allerdings beendete der syrische Bürgerkrieg ab 2011 auch hier die Grabungsaktivität.
Das besondere wissenschaftliche Interesse an der Uruk-Zeit speist sich aus ihrer Bedeutung als Wendepunkt in der Geschichte der Menschheit. Nach derzeitigem Kenntnisstand entstanden in ihr erstmals urbane und staatliche Gesellschaften. Deren Basis bildete eine arbeitsteilige Wirtschaft, die auf Massenproduktion ausgerichtet war. Gleichzeitig wurden viele wegweisende Technologien geschaffen; hierzu gehört auch die Erfindung der Schrift. Auch die engen Verbindungen Südmesopotamiens mit seinen Nachbarregionen bilden einen Forschungsschwerpunkt. Ihre Natur, ihr Zustandekommen und ihre Folgen werden unter dem Begriff der Uruk-Expansion zum Teil heftig debattiert.

## Chronologie
Die Chronologie der Uruk-Zeit ist umstritten. Einigkeit besteht zwar dahingehend, dass sie weite Teile des vierten vorchristlichen Jahrtausends umfasst. Einvernehmen konnte jedoch weder hinsichtlich ihres Anfangs noch ihres Endes oder ihrer Unterteilung erreicht werden. Es ist bisher aber auch nicht gelungen, eine relative Chronologie der verschiedenen Fundorte der Uruk-Zeit herzustellen.
Dafür ist mitverantwortlich, dass eine in den 1930er Jahren entwickelte, jedoch veraltete Stratigraphie bis heute als Referenzsystem dient. Sie beruht auf der Schichtenabfolge des Eanna-Bezirks von Uruk. Die dortigen Schichten XIX bis XIII (4000 – 3700 v. Chr.) gehören noch zur späten Obed-Zeit. Erst danach, in den Schichten XIV und XII, ist der Übergang zur Uruk-Zeit über ihr charakteristisches Keramik-Inventar nachvollziehbar. Die Schichten XII bis IX werden der frühen, die Schichten VIII bis VI der mittleren Uruk-Zeit zugeordnet. Über sie ist nur wenig bekannt, so dass ihre Grenzen und ihre Unterteilung sehr umstritten sind. In der Mitte des vierten vorchristlichen Jahrtausends wird der Beginn der späten Uruk-Zeit angesetzt. Sie ist deutlich besser untersucht. Ihr sind die Schichten VI bis IV des Eanna-Bezirks zugehörig, deren Ende zwischen 3200 und 3100 vor Christus liegt. In dieser Zeit vollzogen sich die meisten zivilisatorischen Entwicklungen. Insbesondere in Schicht IV ist die Urbanisierung Uruks sowie das Aufkommen einer Verwaltung im archäologischen Befund dokumentiert. Mit Schicht III oder der Dschemdet-Nasr-Zeit (3100 bis 2900 v. Chr.) endet die Uruk-Zeit. Die zwei Bezeichnungen deuten an, dass sie von manchen Forschern noch der End-Uruk-Zeit zugerechnet, von anderen als selbständiger Abschnitt in der Geschichte behandelt wird.

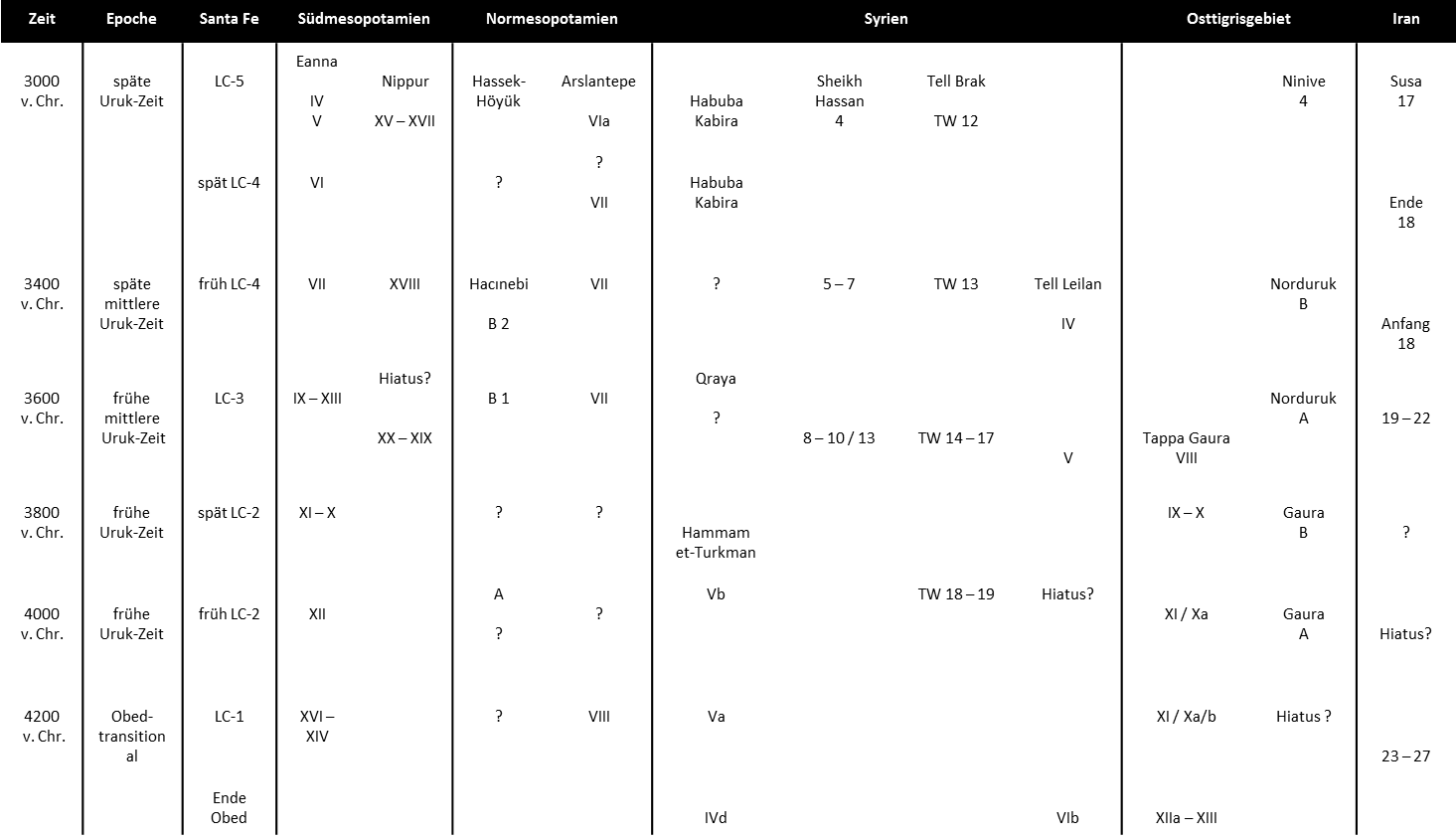
Überblick über die verschiedenen Ansätze einer Chronologie

Auch für die übrigen Regionen des Vorderen Orients existieren entsprechende Periodisierungssysteme. Diese orientieren sich an den dortigen Fundorten. Die Uruk-Zeit erfassen sie oft nur zum Teil. In Susa ist beispielsweise die Zuordnung der Schichten XXVII bis XXII zur späten Obed-Zeit gesichert. Bis zu den Schichten XVIII und XVII, die der späten Uruk-Zeit zuzuordnen sind, ist die Chronologie jedoch unklar. Detailliertere und durchgehende Stratigraphien existieren jedoch vom Tell Brak in Nordsyrien sowie von Tappa Gaura im Nordirak. Sie lassen sich jedoch nur zum Teil mit der Schichtenfolge des Eanna-Bezirks in Beziehung setzen.
Die Archäologin Bleibtreu unterscheidet eine frühe und mittlere Uruk-Zeit (3500–3100 v. Chr.) von der späteren Uruk- und Dschemdet-Nasr-Zeit (3100–2900 v. Chr.)
Bei einer Konferenz in Santa Fe wurde 2001 versucht, ein neues chronologisches Gerüst zu erarbeiten. Es basiert vor allem auf Ausgrabungsergebnissen aus den Nachbarregionen Südmesopotamiens. Die Nomenklatur beruht hier auf der Zuordnung der Uruk-Zeit zum späten Chalkolithikum (Kupfersteinzeit). Dieses wird in fünf Phasen, LC-1 bis LC-5 (LC für late chalcolithic) unterteilt. LC-1 entspricht dabei dem Ende der Obed-Zeit. LC-2, die frühe Uruk-Zeit, wird in zwei Unterphasen aufgeteilt. Die ältere umfasst den Zeitraum von 4200 bis 4000 vor Christus, die jüngere den Zeitraum bis 3800 vor Christus. Der mittleren Uruk-Zeit werden die Phasen LC-3 bis etwa 3400 vor Christus und LC-4 zugeordnet. LC-5 entspricht schließlich der späten Uruk-Zeit, deren Ende mit 3000 vor Christus veranschlagt wird.

## Klimaentwicklung

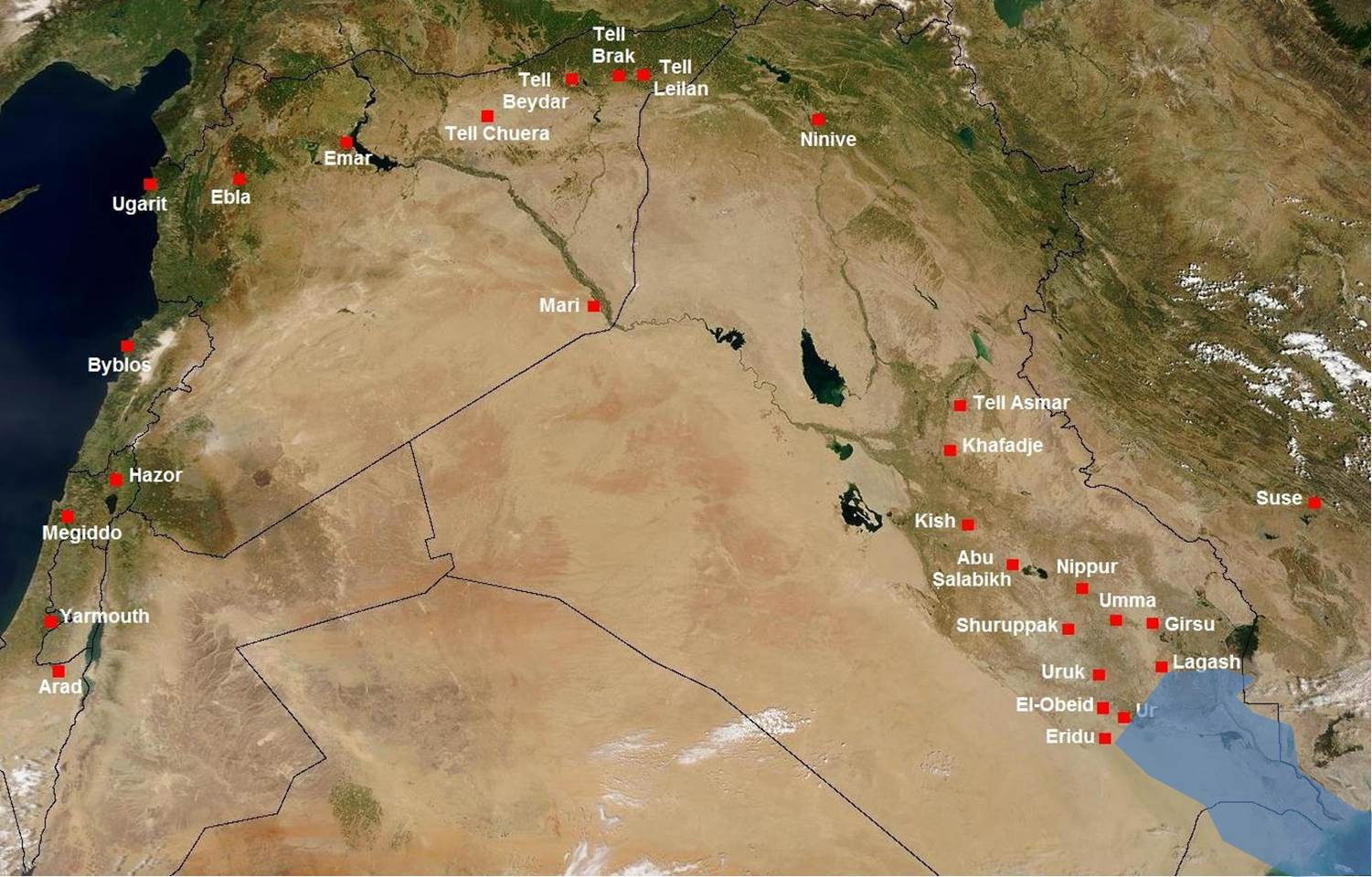
Ungefähre Küstenverläufe zur Uruk-Zeit

Auch das Leben der Menschen zur Uruk-Zeit war durch die naturräumlichen Gegebenheiten des Vorderen Orients maßgeblich geprägt. Ihr Lebensraum war die weitläufige Alluvial-Ebene Mesopotamiens. Sie ist sehr flach, mit Höhenunterschieden von oft nicht mehr als ein bis zwei Metern pro 100 Kilometer. Insbesondere aus Bohrkernuntersuchungen im Persischen Golf ist eine Rekonstruktion damaliger Klimaverhältnisse möglich. Demnach kam es schon in der Obed-Zeit zu einer Klimaerwärmung, die bis in die Mitte der Uruk-Zeit fortdauerte. Damit gingen höhere Niederschläge in Mesopotamien sowie ein Anstieg des Golfspiegels um etwa zwei Meter einher. In der flachen Ebene Mesopotamiens bedeutete dies eine Ausdehnung des Golfes bis weit in das Landesinnere. Man kann daher davon ausgehen, dass die Orte wie Ur und Eridu damals Seehäfen waren.
Die hierdurch bedingte Humidität bot optimale Voraussetzungen für eine effiziente Landwirtschaft. Diese konnte einen Überschuss erwirtschaften, der wiederum die Grundlage für ein Bevölkerungswachstum bot.

## Archäologie
Die materielle Kultur der Uruk-Zeit ist aus den in der Einleitung genannten Gründen für verschiedene Regionen unterschiedlich gut bekannt. Insbesondere für Südmesopotamien sind Erkenntnisse fast ausschließlich aus älteren Arbeiten verfügbar. Diese konzentrieren sich vor allem auf den Fundort Uruk selbst. Untersuchungen der letzten Jahre haben dagegen vor allem nördlich angrenzende Regionen in den Fokus genommen. Sie beschäftigen sich insgesamt mit einer größeren Zahl von Fundorten.

### Südmesopotamien

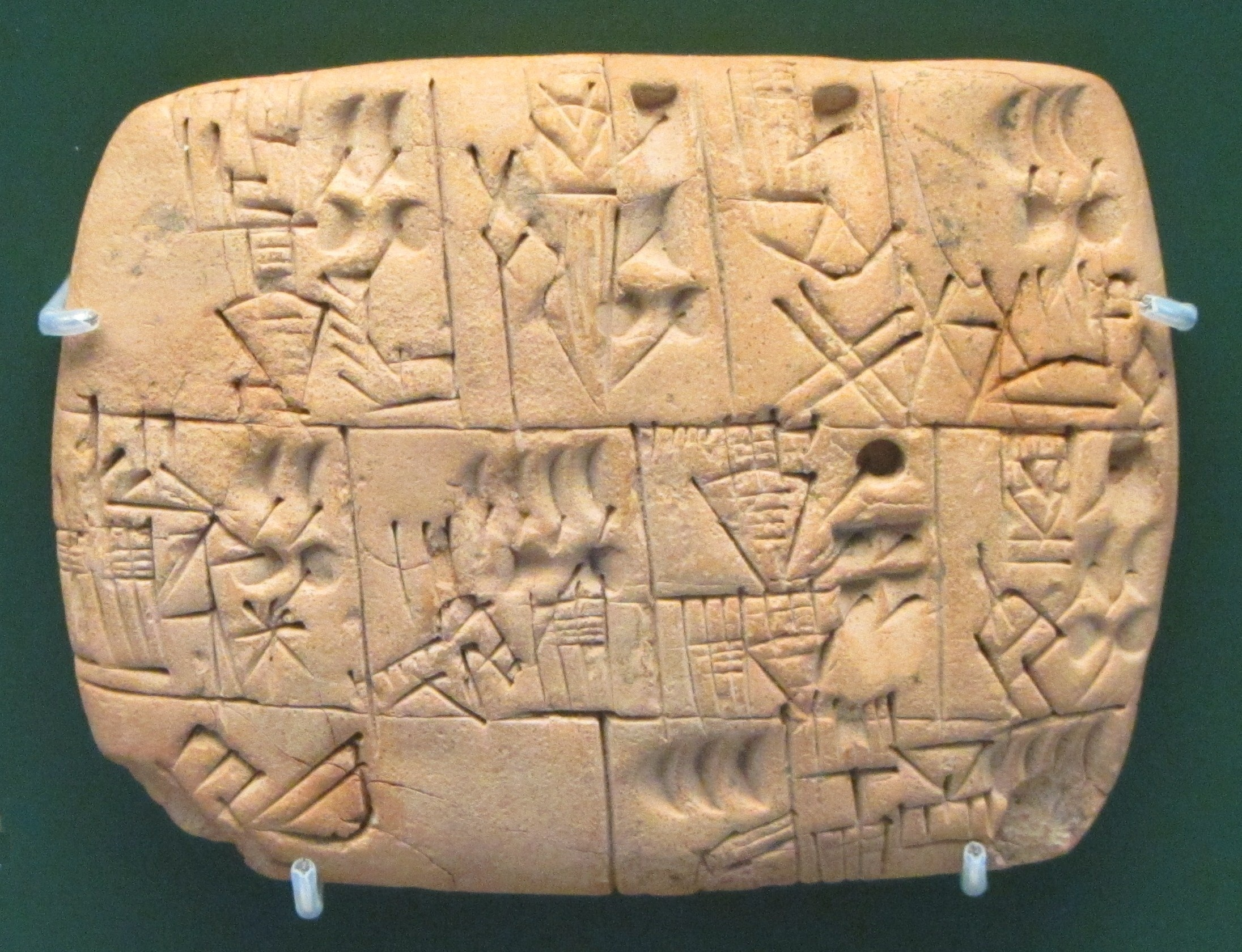
Tontafel aus Uruk (ca. 3200–3000 v. Chr.); Dokumentation von Bierlieferungen; British Museum, London

Der südliche Teil Mesopotamiens ist das Kerngebiet der Uruk-Kultur. Nach traditioneller Lehrmeinung war er zugleich kulturelles Zentrum Vorderasiens zu jener Zeit. Ab der zweiten Hälfte des vierten vorchristlichen Jahrtausends finden sich dort deutliche Hinweise auf eine urbane Gesellschaft. Dazu gehören einerseits Monumentalbauten. Andererseits weisen Funde wie Rollsiegel, Tontafeln und ähnliches auf eine etablierte Bürokratie hin. Sie könnte mit einem frühen Staatswesen in Verbindung zu bringen sein. Dennoch sind die Funde aus dieser Region insgesamt eher spärlich. Sie beschränken sich im Wesentlichen auf den Fundort Warka selbst. Das gilt besonders für Überreste von Monumentalarchitektur. Daher ist letztlich unklar, ob Uruk als Singularität anzusehen ist oder ob weitere solche Fundorte mangels Forschungstätigkeit nur nicht entdeckt wurden.
Jedenfalls war Südmesopotamien in der Uruk-Zeit zu erheblichem wirtschaftlichem Reichtum gelangt. Das Land verfügte zwar über nahezu keine Bodenschätze. Jedoch boten die weiten Schwemmflächen von Tigris und besonders Euphrat große Nutzflächen für die Landwirtschaft. Hier wurde seit dem 6. Jahrtausend eine intensive Bewässerungsfeldwirtschaft betrieben. Dabei konnten beachtliche Erträge an Gerste und seit der Uruk-Zeit auch an Datteln erwirtschaftet werden. Daneben stellte die Haltung von Wollschafen einen wichtigen Wirtschaftsfaktor dar. Die beiden großen Ströme ermöglichten Handelskontakte zu entfernteren Regionen. Auf dieser Grundlage entstand eine dicht besiedelte Kulturlandschaft, in welcher sich erste mehrgliedrige Siedlungssysteme ausbilden konnten. Es kam zur Ausdifferenzierung einer sozialen Hierarchie. Die Gesellschaft wurde arbeitsteilig. Absatzmärkte wurden möglicherweise über frühe Formen des Fernhandels erschlossen. Vor allem die Surveys von Robert McCormick Adams und Hans J. Nissen machten es möglich, diese Entwicklung zu verfolgen. Deutlich konnten sie zeigen, dass im vierten Jahrtausend vor Christus erstmals eine Tendenz zum Leben in Städten einsetzte. Uruk schien dabei das wichtigste überregionale Zentrum gewesen zu sein.
Über die ethnische Zusammensetzung der südmesopotamischen Bevölkerung zur Uruk-Zeit ist wenig bekannt. Bis heute ist unklar, wo die Heimat der Sumerer lag. Ihre Sprache ist linguistisch isoliert und dem archäologischen Befund lassen sich keine Hinweise auf eine Migration entnehmen. Sollten sie nach Mesopotamien eingewandert sein, ist dieser Zeitpunkt nicht mehr zu bestimmen. Rückschlüsse auf ihre Präsenz in der Uruk-Zeit sind daher nicht möglich. Einige Wissenschaftler versuchen, in den Textfunden der Uruk-Zeit eine frühe Form des Sumerischen zu sehen. Gesichert ist dies jedoch nicht. Die früher übliche Bezeichnung „frühsumerische Zeit“ gilt deshalb heute als veraltet. Unklar ist darüber hinaus, ob auch andere Bevölkerungsgruppen – etwa Vorfahren der späteren semitischen Völker – damals in Südmesopotamien ansässig waren.

#### Uruk/Warka

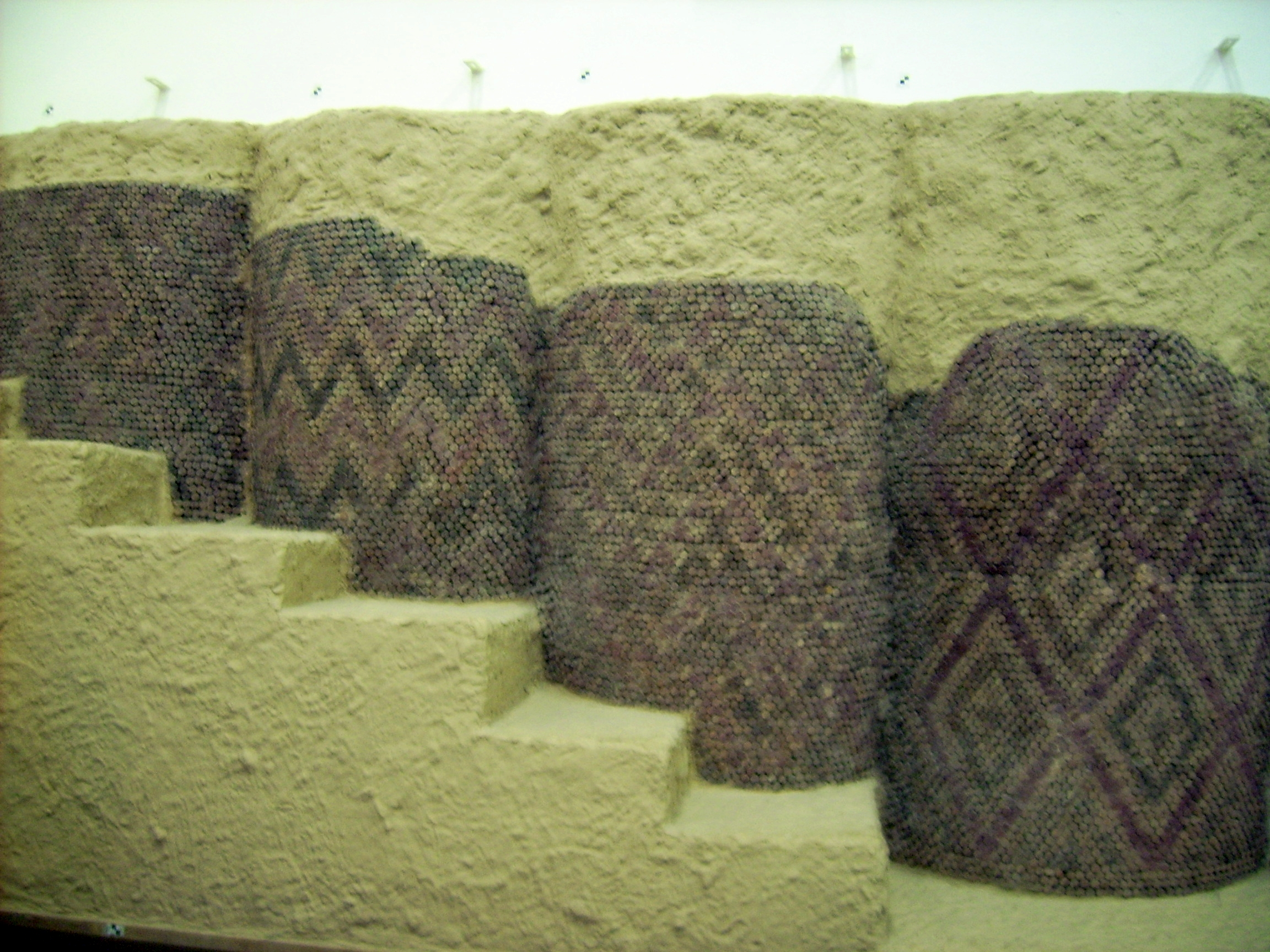
Rekonstruktion einer Stiftmosaikfassade aus Uruk im VAM, Berlin

Das irakische Warka stellt nach heutigem Wissensstand den mit weitem Abstand größten und wichtigsten Fundort der Uruk-Zeit dar. Zum Zeitpunkt seiner größten Ausdehnung nahm er 500 Hektar Land ein und bot 25.000 bis 50.000 Menschen Platz. Archäologische Ausgrabungen fanden zwischen 1912 und 2003 statt. Sie konzentrierten sich im Wesentlichen auf den Kultbezirk Eanna sowie den ANU-Bezirk. Sie liegen etwa einen halben Kilometer voneinander entfernt. Wahrscheinlich handelte es sich im 5. Jahrtausend um zwei isolierte Orte, die dann zu einer Stadt zusammenwuchsen. An beiden konnten monumentale Bauwerke gefunden werden.
Das Eanna, benannt nach dem in späteren Texten dort bezeugten Tempel, ist das bekanntere der beiden Areale. Dort ist ab Schicht IV ein umfangreiches Bauprogramm feststellbar. Schon zuvor stand dort mit dem sogenannten Kalksteintempel ein beachtlicher Monumentalbau. Die hier errichteten Bauwerke waren jedoch weitaus größer als ihr Vorgänger und basierten auf neuen Technologien und Ideen. Im westlichen Bereich entstand der sogenannte Steinstifttempel, dessen rekonstruierte Fassade zum Teil heute in Berlin ausgestellt ist. Auf ihn folgte das Riemchengebäude. Östlich davon entstanden der Große Hof, der Hallenbau, das Stiftmosaikgebäude, das Gebäude E, die Pfeilerhalle und die Rundpfeilerhalle sowie die Tempel C und D, ferner der nur schlecht erhaltene Rote Tempel. Die Tempel waren jeweils in Mittelsaalbauweise errichtet. Mit einer Grundfläche von 50 mal 80 Metern war Tempel D das größte bisher bekannte Gebäude der Uruk-Zeit.
In Schicht III wurde das Eanna komplett reorganisiert. Die Monumentalbauten von Schicht IV wurden eingeebnet und durch eine große Terrasse ersetzt. An deren Fuß wurde der sogenannte Sammelfund freigelegt. Die darin gefundenen Kunstwerke gehören zu den bedeutendsten der Uruk-Zeit.
Folgende Übersichtspläne geben einen Eindruck von der architektonischen Entwicklung des Späturuk-zeitlichen Eanna:

Schichten VI und V
Schicht IVb
Schicht IVa
Schicht III

ANU-Bezirk entsprechend Schicht Eanna III

Im ANU-Bezirk wurde von 3000 vor Christus bis zur Zeitenwende nachweislich der Hauptgott ANU verehrt. Dies gab diesem Bezirk seinen Namen. In der Uruk-Zeit entstanden hier mehrere Tempel auf einer Hochterrasse. Diese selbst stammte bereits aus der Obed-Zeit. Der bekannteste dieser Tempel war der Weiße Tempel. Er erhielt seinen Namen von der Farbe seines Verputzes. Zeitlich entspricht er der Eanna-Schicht IV. Neben der Hochterrasse entstand das sogenannte Steingebäude. Seine Funktion ist Gegenstand einiger Kontroversen.
Die Funktion der gesamten Anlage sowie der einzelnen Monumentalbauten ist nicht endgültig geklärt. Die Ausgräber bezeichneten die meisten Gebäude als Tempel. Diese Zuschreibung war einerseits von der bekannten späteren Funktion der Bezirke beeinflusst. Andererseits entsprach dies auch den theoretischen Ansätzen der Zwischenkriegszeit. Heute wird eher davon ausgegangen, dass die Gebäude verschiedenen Funktionen dienten. Insgesamt könnte es sich beim Eanna etwa um einen palatialen Komplex handeln. Die einzelnen Bauwerke könnten dann nicht nur als Tempel, sondern etwa auch als Residenzen und als Verwaltungsgebäude gedient haben. Weitgehend unbestritten ist, dass die aufwendigen Bauwerke als deutliches Zur-Schau-Stellen von Macht durch lokale oder regionale Eliten dieser Zeit zu verstehen ist.
Die Bedeutung Warkas ist nicht allein durch seine Architektur bedingt. Immerhin wurden hier auch die ältesten sicher als solche identifizierten beschriebenen Tontafeln gefunden. Sie wurden im Bereich des Tempels C gefunden. Hier lagen sie jedoch im Füllschutt zwischen den Schichten IV und III. Es ist daher unbekannt, in welchem archäologischen Kontext sie entstanden waren.

#### Das Hinterland von Uruk
Um die Bevölkerung einer Stadt wie Uruk zu versorgen, musste ein größeres Einzugsgebiet daran mitwirken. Schätzungen zufolge muss es mindestens die Fläche im Umkreis von sechs Kilometern um die Stadt eingenommen haben. Hier konnten die Surveys von Adams und Nissen einen sprunghaften Anstieg der Zahl kleinerer Siedlungen ab der Mitte des vierten Jahrtausends vor Christus nachweisen. Er entsprach einer Zunahme der Gesamtsiedlungsfläche von 60 auf 440 Hektar. Unklar ist, ob dieser sprunghafte Anstieg der Bevölkerungsdichte allein von der ansässigen Bevölkerung getragen werden konnte. In Betracht kommt daher insbesondere auch eine Migration in die mesopotamische Alluvialebene. Aufgrund der unsicheren Chronologie ist aber auch ein weniger sprunghaftes Ereignis und damit eine insgesamt länger dauernde Entwicklung denkbar.
Deutlich bildete sich im Umland Uruks ein hierarchisches Siedlungssystem aus. Dieses war auf Uruk als Zentralort ausgerichtet. Hierbei übernahm Uruk bestimmte zentrale Funktionen. Dazu gehörten insbesondere die eines Kultortes, der Verwaltung und politischen Führung. Im Umland entstanden untergeordnete Zentren, die wiederum gegenüber Dörfern bestimmte zentrale Aufgaben wahrnahmen. Einige Autoren sehen dies als Frühform eines Staates an.

#### Weitere südmesopotamische Fundorte

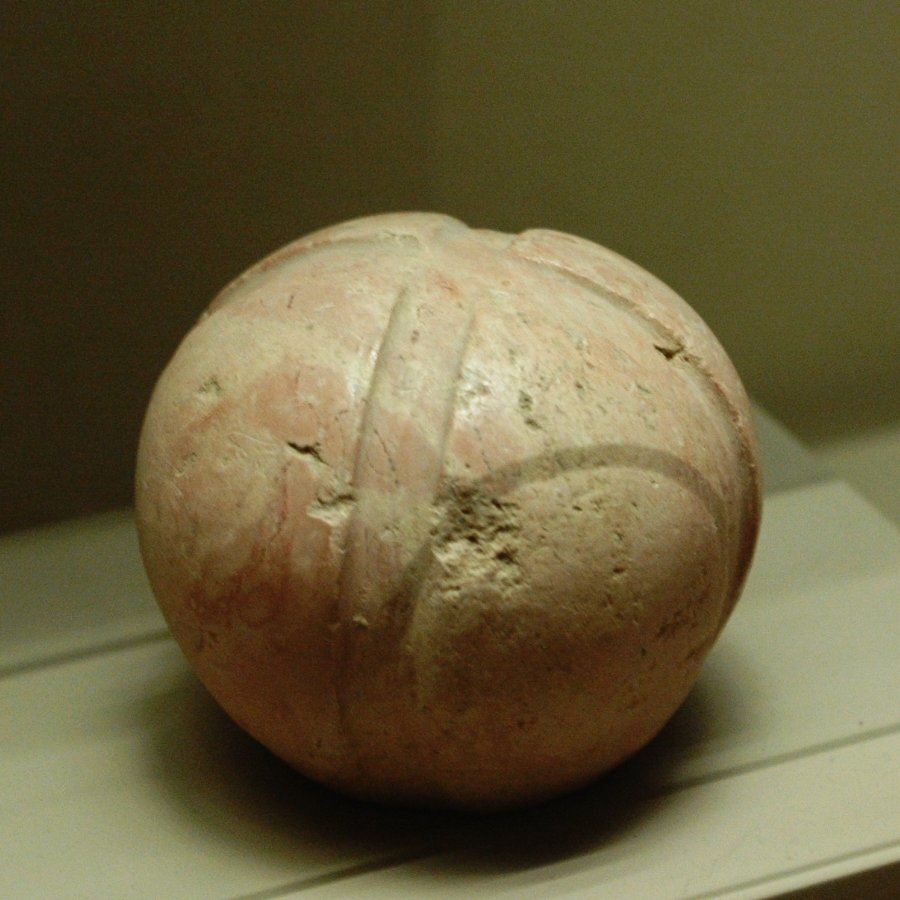
Uruk-zeitlicher Keulenkopf aus Marmor vom Fundort Telloh, Louvre Paris

Außerhalb Uruks wurden bei Ausgrabungen nur an wenigen südmesopotamischen Fundorten uruk-zeitliche Schichten freigelegt. Lediglich ein Monumentalbauwerk wurde in Tell Uqair entdeckt. Es datiert in die Ğemdet-Nasr-Zeit. Surveys haben jedoch ergeben, dass die großen mesopotamischen Städte auch in der Uruk-Zeit besiedelt waren. Hier wurden die tief-liegenden Schichten der Uruk-Zeit meist (noch) nicht erreicht. So sind Besiedlungen in Kiš, Girsu, Nippur und Ur nachgewiesen. Šuruppak und Larsa waren eventuell ebenfalls besiedelt. Aus Eridu als wichtigem Fundort der Obed-Zeit ist nahezu nichts bekannt. Insbesondere lassen sich kaum Nachfolgebauten der obed-zeitlichen Monumentalarchitektur nachweisen.
Uruk-zeitliche Siedlungen sind zudem in der Region von Diyala und Ǧabal Ḫamrin nachweisbar. Dort waren die in späterer Zeit bedeutenden Orte Tell Asmar sowie Ḫafāǧī besiedelt. Erst in jüngerer Vergangenheit wurde in Abū Ṣalābīḫ eine Siedlungsschicht erreicht, die der Uruk-Zeit zugeordnet werden kann. Mit einer Fläche von etwa zehn Hektar war dieser Ort damals jedoch verhältnismäßig klein. Innerhalb dieser Siedlung wurde eine Plattform freigelegt, auf welcher möglicherweise ein Monumentalbau stand. Von ihm ist dann jedoch nichts mehr erhalten.
Von einiger Bedeutung ist schließlich der Fundort Ǧemdet Nasr. Er wurde zum Namensgeber für die Übergangsphase zwischen Uruk-Zeit und Frühdynastikum. Dort wurden zwei öffentliche Bauwerke gefunden. In einem von ihnen lag ein Archiv mit etwa 200 Tontafeln.

### Nachbarregionen Südmesopotamiens
Archäologische Funde aus Uruk-Zeit wurden neben Südmesopotamien auch im übrigen Vorderen Orient entdeckt. Die Uruk-Kultur ist hierbei durch eine charakteristische Keramik-Assemblage aus den südmesopotamischen Fundorten definiert. Sie ist jedoch auch außerhalb des Uruk-Kernlandes anzutreffen. Dies gilt insbesondere für sogenannte Uruk-Kolonien. Deren Fundspektrum entspricht nahezu exakt dem südmesopotamischer Stätten. Dies könnte Folge von Migrationsbewegungen aus dem Süden in benachbarte Regionen sein. Aber auch andere Orte weisen unterschiedlich intensive Einflüsse der Uruk-Kultur auf.
Entsprechende Funde stammen von der Küste des Persischen Golfes, die bisher insgesamt jedoch kaum untersucht wurde. Das Verhältnis Ägyptens zur Uruk-Kultur wird seit langer Zeit diskutiert. Auch in der Levante ist mit einem Einfluss der Uruk-Kultur zu rechnen. In bisherigen archäologischen Funden ist er jedoch nur schwer zu fassen. Sehr deutliche Einflüsse zeigen sich in Syrien, Südostanatolien und im Iran. Dort kam es zu einer zu Südmesopotamien parallelen Entwicklung von Städten und größeren politischen Einheiten. Sie standen insbesondere in der späten Uruk-Zeit unter starkem südmesopotamischem Einfluss. Er endet mit dem Übergang zum 3. Jahrtausend dann abrupt. Dann kam es in Süd- und Nordmesopotamien zu jeweils eigenständigen Entwicklungen.
Die Ausbreitung der Uruk-Kultur aus ihrem Kerngebiet in Nachbarregionen ist in ihren Details nur schwer nachvollziehbar. Sie stellt einen Schwerpunkt der Forschungstätigkeit dar. So entstanden im Laufe der Zeit mehrere theoretische Modelle, die diesen Prozess erklären sollten. Von ihnen konnte sich bisher keines durchsetzen.

#### Nordmesopotamien/Syrien

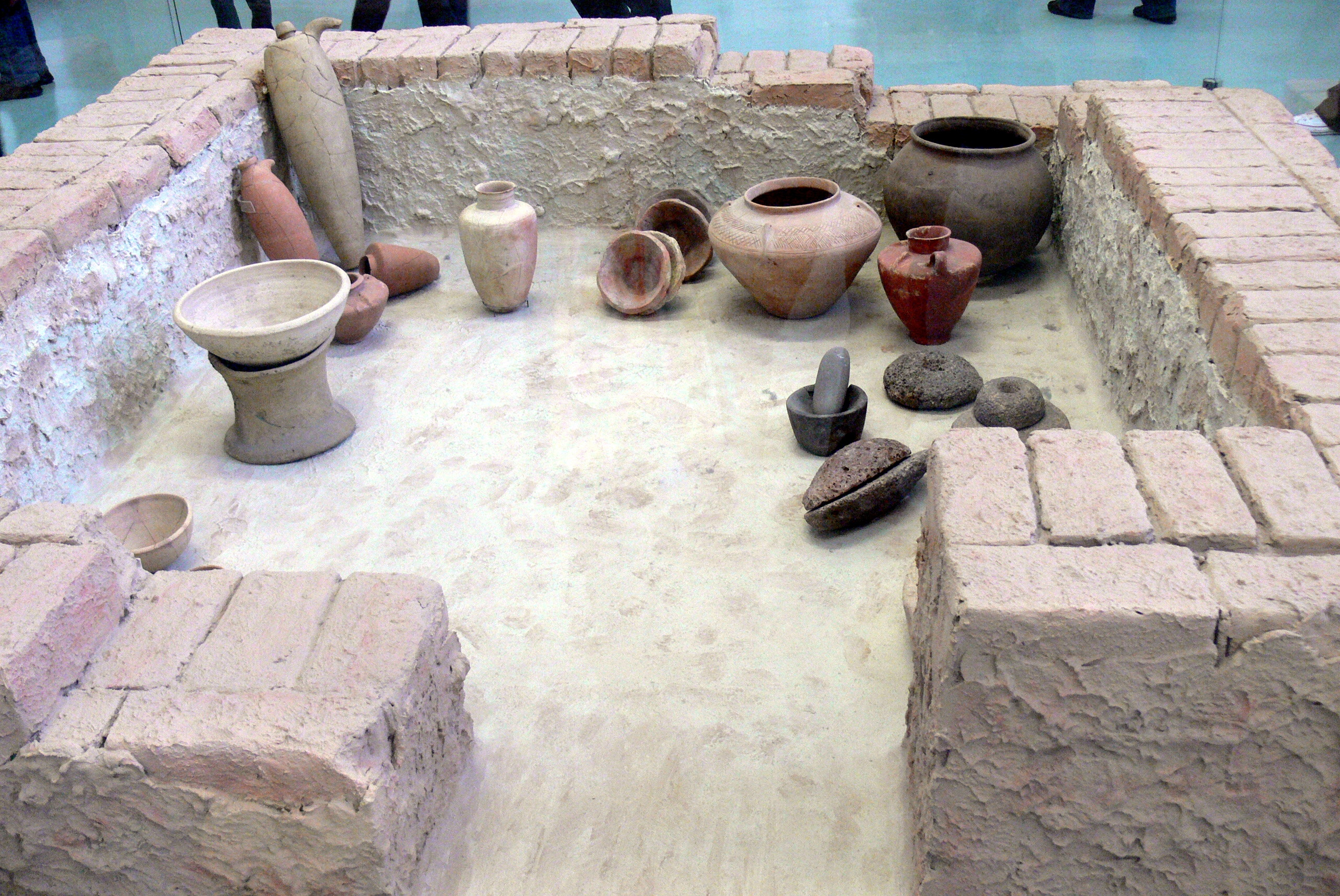
Rekonstruktion eines Hauses aus Habuba Kabira im VAM, Berlin

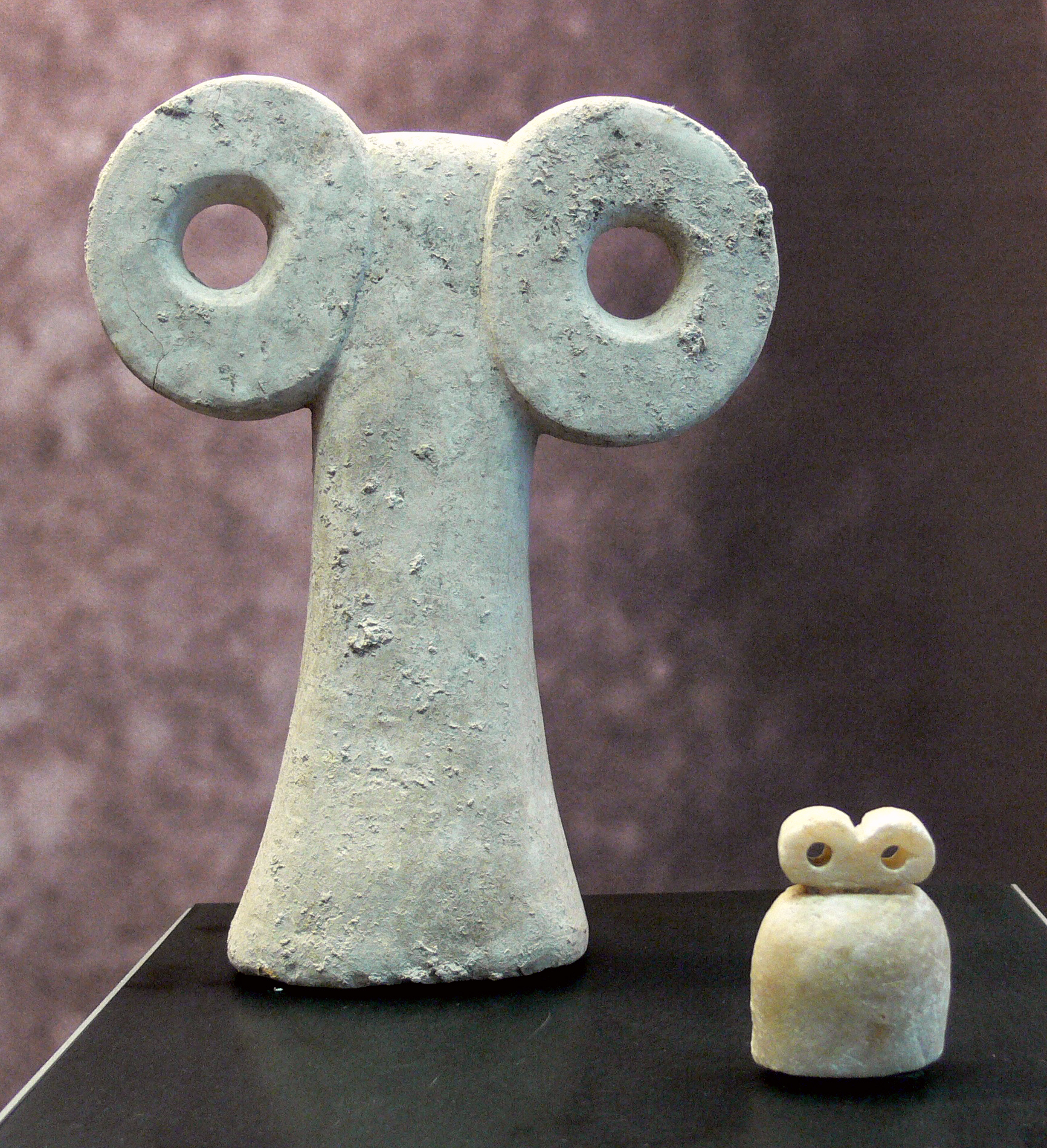
Augenidole aus Tappa Gaura und Tell Brak in der Sammlung Ebnöther, Schaffhausen

Durch Notgrabungen im Bereich der Tabqa-Talsperre wurden im Bereich des Euphratknies mehrere uruk-zeitliche Siedlungen entdeckt. Die bekannteste dieser Stätten ist Habuba Kabira. Sie wurde von einem deutschen Archäologenteam ausgegraben. Es handelt sich dabei um eine mit einer Stadtmauer befestigte Hafenstadt. Etwa zehn Prozent dieser insgesamt 22 Hektar großen Siedlung wurden freigelegt. Hierbei zeigte sich, dass der Ort am Reißbrett geplant war. Seine materielle Kultur war mit der Uruks identisch. Es liegt daher nahe, dass der Ort durch Siedler aus Uruk neu gegründet wurde. Hier wurden auch 22 uruk-zeitliche Wohnhäuser untersucht. Sie waren wie die Monumentalbauten durchweg in Mittelsaalbauweise errichtet. Großbauten fanden sich vor allem im Bereich einer Anhöhe, dem Tell Qannas. Auf einer künstlichen Terrasse lagen dort mehrere als Tempel angesprochene Gebäude. Der Ort wurde am Ende des 4. Jahrtausends aufgegeben und verlassen.
Unweit von Habuba Kabira liegt Ğebel Aruda auf einem Felsrücken. Wie in Habuba Kabira finden sich auch dort Wohnhäuser und Großbauten. Ebenso wie dort handelt es sich dabei wahrscheinlich um eine Ansiedlung von Immigranten aus Südmesopotamien. Weitere solche Uruk-Kolonien liegen mit Tell Sheikh Hassan, Qraya und El Kowm 2 Caracol ebenfalls im näheren Umfeld. Ihre Funktion ist ungeklärt. Es wurde vermutet, dass sie Präsenz zeigen und wichtige Handelsrouten sichern sollten.
Auch in der Ḫābūrregion entstanden spätestens in der Uruk-Zeit erste große urbane Zentren. Am umfänglichsten ist von ihnen bisher Tell Brak erforscht. Dort befand sich eine rund 110 Hektar umfassende Siedlung mit einer weitläufigen Unterstadt. In Wohnanlagen fand sich typische Uruk-Keramik. Besondere Aufmerksamkeit wurde jedoch einer Reihe von aufeinanderfolgenden Bauwerken gewidmet, deren jüngstes Augentempel genannt wird. Er war mit Steinstiftmosaiken dekoriert und mit einem reich ausgeschmückten Altar ausgestattet. Seinen Namen erhielt er von rund 200 Augenidolen, vermutlich Votivgaben, die dort gefunden wurden. Dort fanden sich zudem Tontafeln, die möglicherweise mit Schriftzeichen versehen waren. Dies würde auf eine parallel zu Südmesopotamien verlaufende Erfindung der Schrift in Syrien hindeuten.
Tell Hamoukar, eine weitere urbane Ansiedlung, liegt in der Nähe von Tell Brak. Die dortigen Ausgrabungen finden seit 1999 statt. Bisherige Forschungsergebnisse deuten auf eine Siedlungsausdehnung von bis zu 750 Hektar hin, die sogar Uruk deutlich übertreffen würde. Innerhalb Tell Hamoukars lag möglicherweise eine Uruk-Kolonie. Bekannt wurde der Fundort jedoch vor allem für archäologische Hinweise auf eine organisierte Gewaltausübung. Damit handelte es sich hierbei um den ältesten bekannten Kriegsschauplatz der Menschheit. Die Ausdehnung dieses Fundorts sowie von Tell Brak lässt auf eine von Südmesopotamien unabhängige Urbanisierung schließen, die eventuell schon in der Obed-Zeit einsetzte. Gleichwohl lassen sich dort ab der späten Uruk-Zeit deutliche südmesopotamische Einflüsse feststellen.
Solche Einflüsse sind in unterschiedlicher Intensität auch in anderen Fundorten nachweisbar. Zu diesen gehören Tell el-Hawa, Tell Hamam et-Turkman, Grai Reš, Tell Mašnaqa. Geringe Einflüsse sind zudem in der Amuq-Ebene sowie in Hama am Orontes nachgewiesen, ferner in Tell Bderi und Tell Ziyadeh. Aufgrund der dünnen Funddichte ist nicht davon auszugehen, dass es sich hier um Siedlungen der Uruk-Kultur handelt. Vielmehr dürften diese Orte Siedlungen mit ortsansässiger Bevölkerung darstellen, die eventuell durch Handel Kontakte zur Uruk-Kultur hatten.
Am oberen Tigris sind Einflüsse der Uruk-Kultur deutlich schlechter feststellbar als entlang des Euphrats. Einer der wichtigsten Fundorte der Region ist Ninive. Die dortige Schicht 4 enthielt Glockentöpfe, Zählsteine sowie numerische Tontafeln, die einer Siedlung der Uruk-Zeit zuzuweisen sind. Diese Siedlung nahm vermutlich den gesamten Tell Kujundschik ein. Sie hätte demnach eine Fläche von rund 40 Hektar, ist jedoch kaum bekannt. Dies ist vor allem auf die assyrischen Repräsentativbauwerke zurückzuführen, die erhaltenswert sind und daher weitere Ausgrabungen verhindern.
Unweit davon entfernt liegt Tappa Gaura. Dieser Ort durchlief bereits in der Obed-Zeit eine beachtliche Entwicklung. Er wurde Namensgeber für eine zur Uruk-Zeit weitgehend parallele Entwicklung in Nordmesopotamien. Auch diese brachte eine urbane Kultur hervor, blieb von der Uruk-Kultur jedoch weitgehend unbeeinflusst. Stattdessen deutet die materielle Kultur auf Verbindungen zu anderen Orten in Nordmesopotamien und Syrien hin. Insbesondere reich ausgestattete Gräber führten zur Vermutung, dass sich in Tappa Gaura selbst regionale Eliten ein Zentrum schufen.

#### Südostanatolien

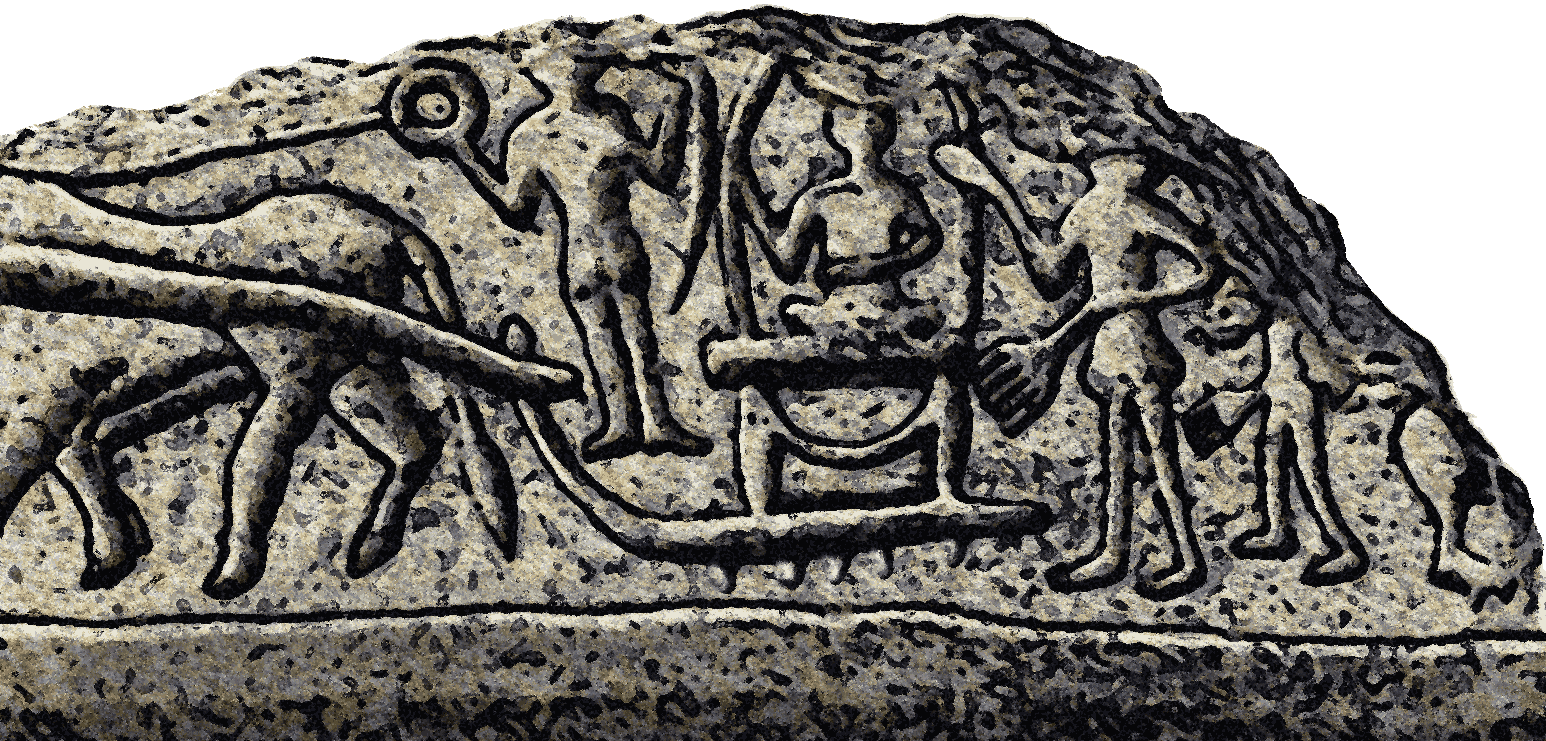
Umzeichnung einer Siegelabrollung vom Arslantepe

Ein Einfluss der Uruk-Kultur ist auch in archäologischen Stätten entlang des Euphrat in Südostanatolien nachweisbar. Insbesondere Hacınebi bei Birecik wurde hier eingehender erforscht. Diese Siedlung lag am Kreuzungspunkt zweier großer Handelsrouten. Schon in der dortigen Schicht B1, die dem 37./38. Jahrhundert vor Christus entspricht, erscheinen Glockentöpfe. In Schicht B2 treten weitere typisch südmesopotamische Formen hinzu. Daneben existiert jedoch die lokale Keramik nicht nur fort, sondern bleibt auch die dominante Form. Dies ist möglicherweise darauf zurückzuführen, dass südmesopotamische Händler hier gemeinsam mit der einheimischen Bevölkerung lebten. Eine weitere mögliche Siedlung der Uruk-Zeit wurde bei einer Notgrabung in Samsat entdeckt. Darauf deuten insbesondere Tonstifte hin, wie sie für die typischen Stiftmosaike benötigt werden. Verbindungen zur Uruk-Kultur sind ferner auch am Kurban Höyük in Form von Uruk-Keramik sowie am Hassek Höyük in Form eines Mittelsaalhauses nachweisbar.
Weiter nördlich bei Malatya liegt der Arslantepe. Schon in der ersten Hälfte des vierten vorchristlichen Jahrtausends entstand dort ein Monumentalbau, der sogenannte Tempel C. Er wurde um 3500 vor Christus aufgegeben und durch einen weiteren monumentalen Komplex ersetzt. Ab diesem Zeitpunkt finden sich dort auch Rollsiegel, die typisch südmesopotamische Stilmerkmale aufweisen. Diese deuten auch hier noch auf eine Beeinflussung durch die Uruk-Kultur hin. Sie endet mit der Zerstörung des Ortes durch einen Brand um 3000 vor Christus. Nach diesem wurden die Großbauten nicht erneuert. Die materielle Kultur entspricht danach der Kura-Araxes-Kultur des südlichen Kaukasus.

#### Iran

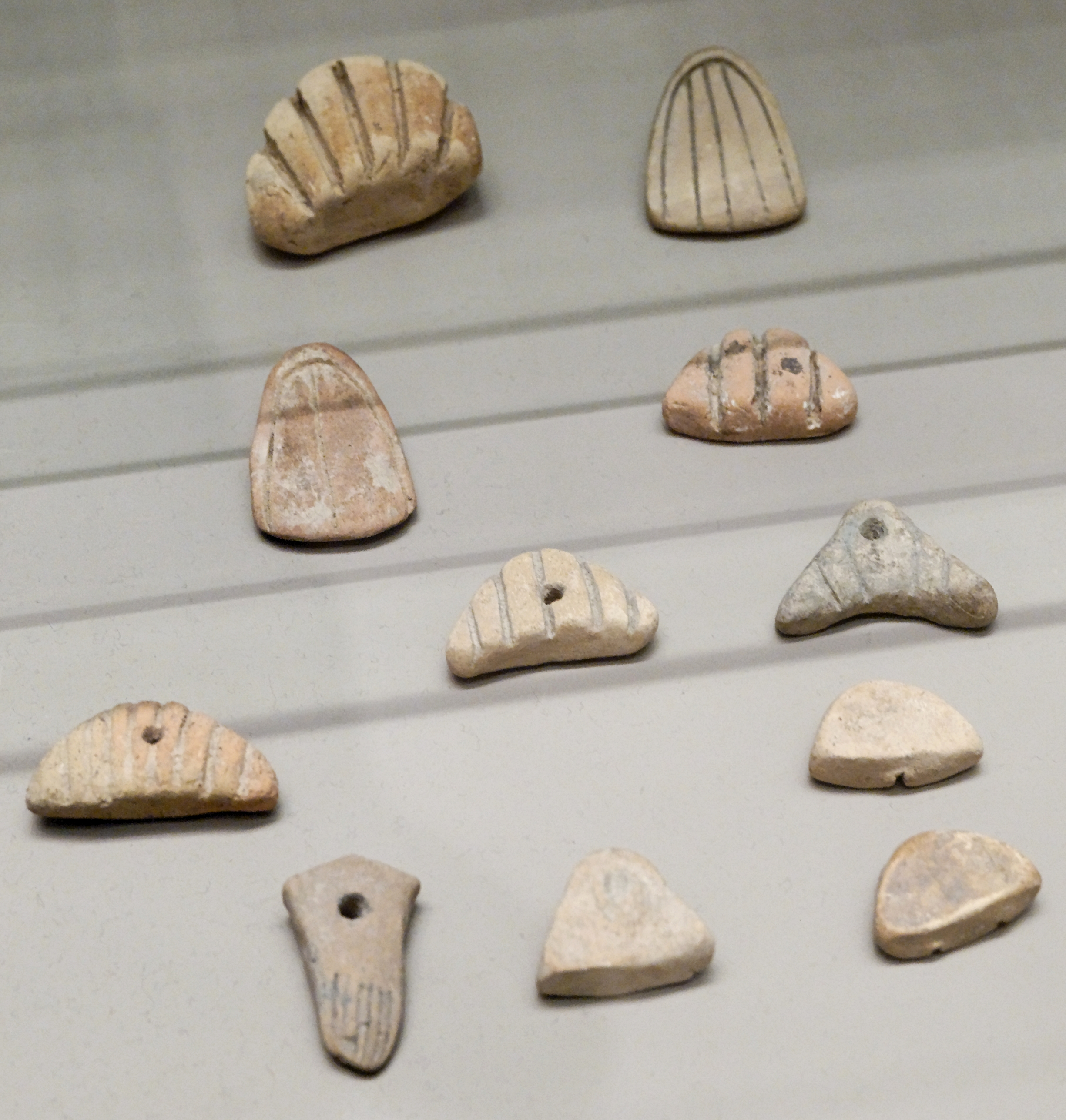
Zählsteine aus Susa; Louvre, Paris

Zwischen den benachbarten Regionen Susiana im heutigen Iran und Südmesopotamien kam es ab dem 5. Jahrtausend vor Christus zu einer zunehmenden kulturellen Interaktion. Sie ist in den Kulturhorizonten Susa I und Susa II nachvollziehbar, die das Heranwachsen Susas zu einer Stadt dokumentieren. Susa II entspricht dabei schwerpunktmäßig der Uruk-Zeit. Ab der Mitte des 4. Jahrtausends kann die Susiana generell als Teil des Uruk-Horizontes bezeichnet werden. Damals entstand dort eine mächtige Terrasse mit einer Fläche von 60 mal 45 Metern. Darauf errichtete Bauwerke sind nur schlecht erhalten. Aus Schicht Susa II stammt jedoch eine Vielzahl von Kleinfunden, die das Bild von der uruk-zeitlichen Kunst maßgeblich geprägt haben. Hierzu gehören Zählsteine sowie Siegelabrollungen, die jeweils eine reichhaltige Ikonografie zeigen. Sie sind das Produkt einer komplexen Verwaltung. Ihr ist auch einer der ältesten Tontafelfunde zuzuordnen. Neben Susa selbst ist auch in den Fundorten Dschaffarabad sowie Tschogha Misch eine Besiedlung aus der Uruk-Zeit nachgewiesen.
Nördlich der Susiana, im Zāgros-Gebirge, liegt Godin Tepe. Dort entspricht das Stratum V der Uruk-Zeit. Diese Zuordnung wird durch die materielle Kultur bestätigt, die Bezüge zur Keramik der späten Uruk-Zeit sowie zur Susa-II-Ware aufweist. In dieser Schicht wurde eine ovale Anlage freigelegt. Innerhalb von ihr standen mehrere Gebäude um einen zentralen Hof. Nördlich von ihm stand zudem ein größeres Gebäude von vermutlich öffentlicher Natur. Dies führte zur Vermutung, dass die Anlage einen Posten von Händlern aus Susa oder Uruk darstellte. Er hätte der Sicherung der Handelsrouten nach Afghanistan dienen können. Über sie wurden Waren wie Lapislazuli und Zinn gehandelt.
Weiter im Landesinneren sind kaum noch Einflüsse der Uruk-Kultur feststellbar. Zwar sind Glockentöpfe noch am Tepe Ghabristan im Elburs und bis in die Region von Kerman anzutreffen. Fundorte wie Tappe Sialk zeigen jedoch eine völlig eigenständige materielle Kultur.

### Das Verhältnis Südmesopotamiens zu seinen Nachbarregionen
Seit der Entdeckung von Habuba Kabira und Ğebel Aruda in den 1970er Jahren wurde immer wieder versucht, die Verbindungen zwischen Südmesopotamien und seinen Nachbarregionen zu erklären. Die weite Verbreitung der materiellen Kultur sowie die Existenz möglicher Kolonien führten zur Annahme einer Expansion der Uruk-Kultur. Hierbei wurde von einer Dominanz des Südens über seine Nachbarregionen ausgegangen. Zu dieser Sichtweise trug auch das Ungleichgewicht der verfügbaren Forschungsergebnisse bei. Jüngere Studien konzentrierten sich vor allem auf Fundorte außerhalb des Uruk-Kernlandes. Sie untersuchten Verbindungen zwischen diesen Fundorten und Südmesopotamien.
Die andauernden theoretischen Diskussionen haben zur Entwicklung allgemeiner Modelle geführt, die diese Verbindungen erklären sollen. Diese Modelle lehnen sich oft an Kenntnisse aus anderen Epochen sowie Erkenntnisse anderer Wissenschaften an. Schwierigkeiten in der Verbindung dieser Modelle mit dem archäologischen Befund haben verhindert, dass sich eines von ihnen in der Fachwissenschaft durchsetzen konnte.

#### Uruk-Expansion

Übersicht über Fundorte der Uruk-Kultur

Zahlreiche Ansätze versuchten, die Ausbreitung der Uruk-Kultur zu erklären. Der prominenteste hiervon ist der von Guillermo Algaze. Er kombinierte das von Immanuel Wallerstein entlehnte Modell eines Weltsystems mit theoretischen Ansätzen des internationalen Handels und wandte es auf die Uruk-Zeit an. So kam er zum Schluss, dass Menschen aus Uruk in Obermesopotamien, Anatolien und im Iran Kolonien einrichteten. Mit diesen sei ein wirtschaftlicher Imperialismus betrieben worden. Bei den Orten handele es sich daher um Handelsknoten, mit welchen die nach Waren strebende südmesopotamische Bevölkerung ein weitreichendes Handelsnetzwerk kontrollierte. Die Notwendigkeit hierfür habe sich aus dem Mangel an Rohstoffen im südlichen Mesopotamien ergeben. Sie seien jedoch für seine zivilisatorische Entwicklung notwendig gewesen. Insoweit sei die Uruk-Expansion mit der griechischen Kolonisation vergleichbar. Hierbei habe Südmesopotamien eine dominante Stellung gegenüber seinen Nachbarregionen eingenommen. Grundlage hierfür seien eine produktive Landwirtschaft, die komplexe Gesellschaft sowie bereits bestehende staatliche Strukturen gewesen. Erst dies habe es der Uruk-Bevölkerung ermöglicht, Fernhandelsnetze zu errichten, seine Nachbarn zu beeinflussen und erforderlichenfalls militärisch zu bezwingen. Andere Ansätze sehen die Ursache für die Uruk-Expansion in einer Landverknappung im Süden. Diese habe die Bauern dazu gezwungen, nach Norden auszuweichen. Ein ähnlicher Ansatz sieht eine zentrale Verwaltung am Werk. Sie habe die für die Textilproduktion nötige Beweidung in Nordmesopotamien angeordnet, in sicherer Entfernung zu den für die Nahrungsmittelproduktion nötigen Flächen im Süden. Auch größere Migrationsbewegungen wurden erwogen. Sie könnten etwa durch Naturkatastrophen oder politische Krisen ausgelöst worden sein.
Diese Theorien wurde wiederholt massiv kritisiert. Sie basieren zu einem erheblichen Anteil rein auf Annahmen. Kenntnisse zu Südmesopotamien speisen sich wie dargestellt im Wesentlichen aus den zwei Grabungsarealen in Uruk. Daher ist über die dortigen Verhältnisse nach wie vor wenig bekannt. Hinzu treten die chronologischen Unsicherheiten. Sie umfassen auch die Möglichkeit, dass die Uruk-Expansion ein sich lange hinziehender Prozess war. Insofern ist es überaus schwierig, überhaupt den Einfluss zu bestimmen, den Südmesopotamien auf Nachbarregionen ausgeübt hat. Zudem sind diese Theorien oftmals allenfalls mit dem Zustandekommen von echten Uruk-Kolonien vereinbar. Der kulturelle Einfluss der Uruk-Kultur auf umliegende Regionen an sich bleibt hingegen unerklärt.
Andere Ansätze versuchen die Uruk-Expansion vor allem als kulturelles Phänomen zu fassen. Sie wenden sich zum Teil bewusst gegen eine Erklärung aus politischen oder wirtschaftlichen Faktoren. In Anlehnung an das Phänomen der Koine sehen Vertreter dieser Theorien vor allem Prozesse der Akkulturation, Hybridisierung und kulturellen Vermischung am Werk. Zum Teil wurde argumentiert, lokale Eliten hätten Gegenstände in südmesopotamischem Stil zur Stärkung und Legitimation ihrer eigenen Machtposition genutzt. In eine ähnliche Richtung weist Pascal Butterlins Model einer „Welt-Kultur“. Er ging davon aus, dass die Uruk-Kultur in Nachbarregionen als Modell zur Nachahmung dienten. So seien einzelne Elemente derselben adaptiert worden. Tatsächlich bestehen zwischen den einzelnen Fundorten erhebliche Unterschiede in der archäologischen Kultur. Typische Fundgattungen der Uruk-Kultur treten an ihnen gemeinsam auf und wurden als Charakteristika derselben herausgearbeitet. Dies gilt in besonderem Maße für das Leitfossil, den Glockentopf. Dies beachtend, wurden in einer jüngeren Studie verschiedene Typen von Uruk-Siedlungen abgeschichtet – echte Uruk-Kolonien, Uruk-Enklaven innerhalb regionaler Siedlungen sowie lokale Siedlungen mit lediglich Einflüssen der Uruk-Kultur.

#### Uruk-Kollaps
Ähnlich wie die plötzliche Ausbreitung der Uruk-Kultur Anlass für fachliche Kontroversen ist, ist es auch ihr nahezu plötzliches Verschwinden außerhalb ihres Kernlandes. So wurden die als Uruk-Kolonien eingeordneten Fundorte aufgegeben, jedoch nicht zerstört. Siedlungen mit Uruk-Enklaven bestanden zwar fort, ihre materielle Kultur zeigte jedoch keinerlei südmesopotamische Einflüsse mehr. Einzige Ausnahme hiervon ist nach derzeitigem Kenntnisstand Tell Brak.
Guillermo Algaze sieht den Ursprung dieses scheinbaren Kollapses in der intensiven Landwirtschaft in Südmesopotamien. Die mit ihr einhergehende Bewässerung habe zur Versalzung von landwirtschaftlichen Nutzflächen geführt. Dies habe die erste anthropogene Umweltkatastrophe in der Menschheitsgeschichte zur Folge gehabt. Schließlich sei die Landwirtschaft nicht mehr in der Lage gewesen, die südmesopotamische Bevölkerung zu ernähren. Hieraus hätten Hungersnöte und schließlich Aufstände resultiert, welche die Eliten in ihrer Position entscheidend schwächten. Ebendiese Schwäche sei dann von lokalen Autoritäten in Nordmesopotamien ausgenutzt worden, um sich von der Dominanz durch den Süden zu befreien. Die Stichhaltigkeit dieser Theorie hängt in erheblichem Maße von der Rolle Uruks in der Uruk-Expansion ab. Sie setzt die Existenz eines Imperiums voraus, die so nicht nachweisbar ist. Immerhin lassen sich am Ende der Uruk-Zeit auch für Südmesopotamien Krisen belegen. Die Surveys durch Nissen und Adams deuteten auf einen erheblichen Rückgang der Bevölkerung und die Aufgabe zahlreicher Siedlungen hin. Auch könnten der Abriss der Großbauten im Eanna-Bezirk und der folgende Bau neuer Gebäude mit gänzlich anderem Charakter Produkt einer politischen Krise sein.
Demgegenüber geht Dietrich Sürenhagen davon aus, dass die Ursachen für den Kollaps in Nordmesopotamien selbst zu suchen seien. Habuba Kabira sei zur Ernährung seiner Bevölkerung auf Nahrungslieferungen aus dem Umland angewiesen gewesen. Aufflammende Feindseligkeiten hätten zum Versiegen dieser Lebensmittelquelle geführt. Damit sei die Bevölkerung zur Aufgabe der Stadt gezwungen worden. Allerdings ist die Region um Habuba Kabira sehr fruchtbar. Dies könnte eine Rolle bei der Standortwahl gespielt haben. Lokale Siedlungen im Umfeld der Kolonie sind kaum bekannt. Daher liegt die Annahme näher, dass die Stadt sich selbst versorgte. Auffällig ist jedenfalls, dass sowohl Habuba Kabira als auch Sheikh Hassan schon kurz nach ihrer Gründung mit einer Stadtmauer versehen wurden. Auch in Tell Mašnaqa wurde eine Fortifikation freigelegt. Auf mögliche militärische Auseinandersetzungen weisen Brandhorizonte in Sheikh Hassan und Ğebel Aruda hin. Ob und gegen wen ein Krieg geführt wurde, ist jedoch nicht geklärt.
Insgesamt ist daher über das Ob und Wie eines eventuellen Uruk-Kollapses noch weniger bekannt als über die Uruk-Expansion.

## Historische Bedeutung
Die Uruk-Zeit markiert die Schwelle zwischen Vorgeschichte und Geschichte im Vorderen Orient. In dieser Phase traten Neuerungen auf, die für die folgenden Jahrtausende wegweisend waren. Besonders hervorzuheben ist dabei die Erfindung der Schrift. Aber auch die Entstehung der ersten Staaten und zahlreiche technische Innovationen fallen in die Uruk-Zeit. Sie gilt damit als vorläufiger Höhepunkt in der Gesellschaftsentwicklung, welche bereits im Neolithikum ihren Ausgangspunkt hatte. Diese Erkenntnisse fußen insbesondere auf der seit den 1970er Jahren kulturanthropologisch ausgerichteten anglo-amerikanischen Archäologie. Die meisten dieser Entwicklungen fanden nach heutigem Kenntnisstand in der späten Uruk-Zeit statt. Erst damals bildeten sich damit die typischen Merkmale der späteren mesopotamischen Zivilisationen heraus.

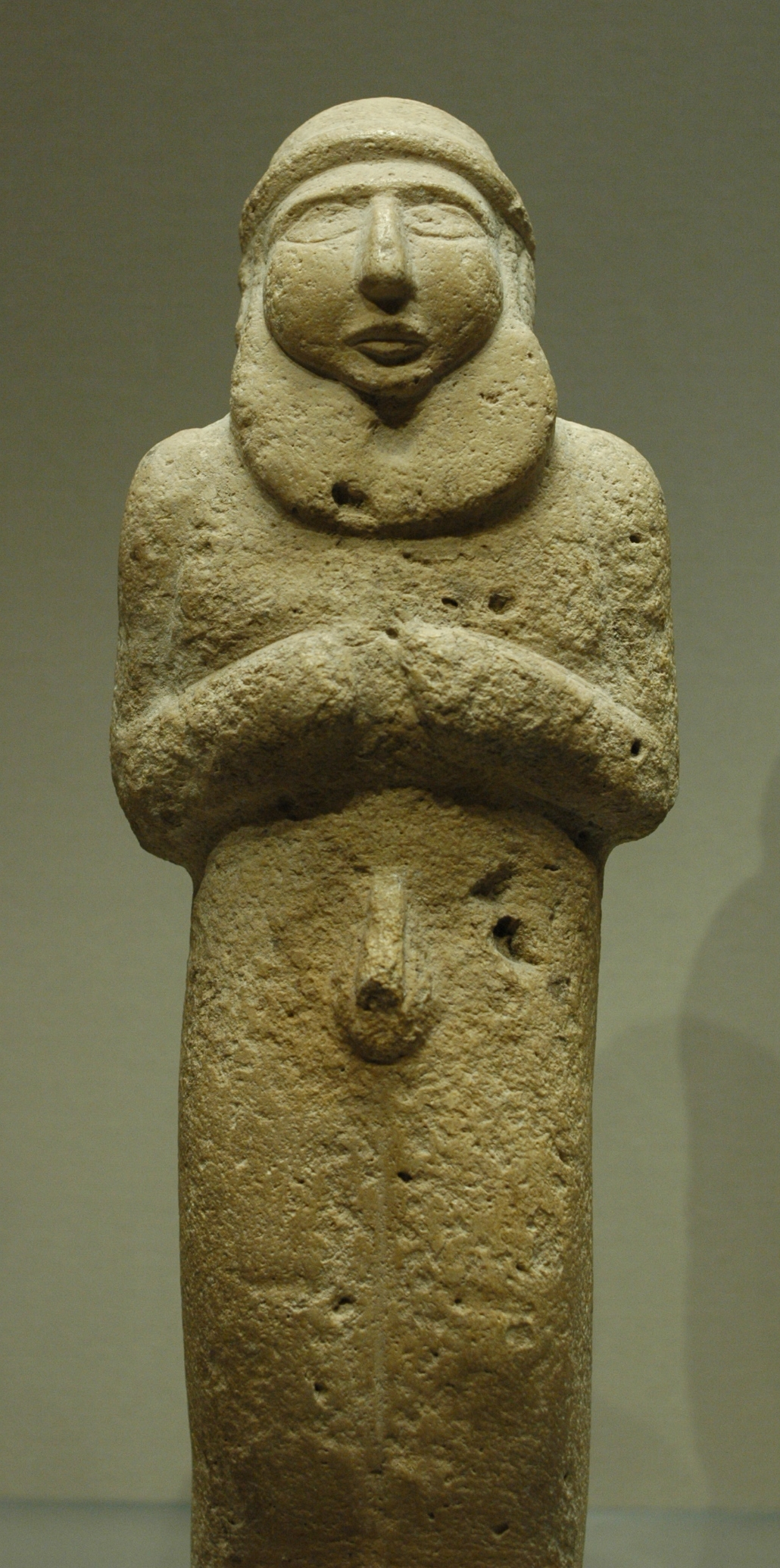
Sogenannter „Bärtiger Mann aus Warka“; vermutlich Herrscherdarstellung; Louvre, Paris

### Sozialgeschichte
Seit dem Neolithikum entwickelte sich im Vorderen Orient eine zunehmend komplexe Gesellschaft. In der Uruk-Zeit beschleunigte sich diese Entwicklung massiv. Erstmals trat in archäologisch fassbarer Weise eine politische Macht auf, die sich in Raumordnung und Bildprogramm präsentierte. Sie stand im Zusammenhang mit einer besseren Organisation der Gesellschaft und Zentralisierung bestimmter Funktionen in Städten. Als Ergebnis dieser Entwicklung stand am Ende der Uruk-Zeit die Entstehung des ersten Staates.

#### Urbanisierung
Ab der Uruk-Zeit ist es möglich, urbane von ländlichen Räumen klar zu unterscheiden. Diese Differenzierung entstammt dabei der modernen Gedankenwelt; sie muss damaligen Menschen nicht bewusst gewesen sein. Zu den urbanen Räumen gehören insbesondere Fundorte wie Uruk, Susa und Tell Brak. Dies zeigen bereits ihre räumliche Ausdehnung und Siedlungsdichte. Monumentalbauwerke und archäologische Überreste von Verwaltungstätigkeiten deuten auf eine Zentralisierung politischer Macht hin. Dies ermöglichte diesen Orten den Aufstieg an die Spitze eines hierarchischen Siedlungssystems.
Dieses Phänomen wurde bereits in den 1950er Jahren von Gordon Childe erkannt. In Anlehnung an die neolithische Revolution führte er hierfür den Begriff der urbanen Revolution ein. Sein Modell wurde seitdem oft diskutiert und überarbeitet. Die Faktoren, die zur Bildung von Städten führten, sind jedoch nach wie vor nicht geklärt. Alle größeren mesopotamischen Städte waren auch Kultzentren. Möglicherweise spielte ihre religiöse Bedeutung für den Verstädterungsprozess eine entscheidende Rolle. Typischerweise dienten sie aber auch als Märkte für den Fernhandel. Auch der mit der Zentralisierung von Macht verbundene Wohlstand könnte dazu beigetragen haben.
Insgesamt befindet sich die Forschung zur Stadtentstehung derzeit in einem Umbruch. Lange Zeit wurde vermutet, dass der Urbanisierungsprozess in Südmesopotamien einsetzte. Erst später, das heißt mit der Uruk-Expansion, hätten sich dann auch in benachbarten Regionen Städte gebildet. Diese Vorstellung steht heute aufgrund der Erkenntnisse aus Tell Brak und Tell Hamoukar zur Disposition. Stimmen mehren sich, die für Nordmesopotamien von einer eigenständigen Stadtentstehung ausgehen.
Die Anlage dieser frühen Städte nach einem stadtplanerischen Gesamtkonzept blieb die Ausnahme. Dieses Phänomen ist zwar in Nordmesopotamien an Fundorten wie Habuba Kabira deutlich festzustellen. Die meisten anderen Siedlungen, insbesondere die älteren in Südmesopotamien, sind dagegen eher organisch gewachsen. Einhergehend mit der Urbanisierung differenzierten sich auch soziale Schichten aus. Hausgrößen schwanken nun erheblich zwischen 400 und 1000 Quadratmetern in ihrer Grundfläche. Sollten die sogenannten Tempel von Tell Qannas Wohnhäuser sein, wären die Unterschiede noch größer. Veränderungen in der sozialen Lebenswelt sind auch in der Architektur der Häuser selbst nachvollziehbar. Die Häuser zeigen eine klare Differenzierung zwischen öffentlichem Raum und Privatbereich. Als eher öffentlich galt der wohl als Empfangsraum genutzte Mittelsaal. Die sich anschließenden Raumgruppen bildeten dagegen eher den privaten Bereich.

#### Staatenbildung

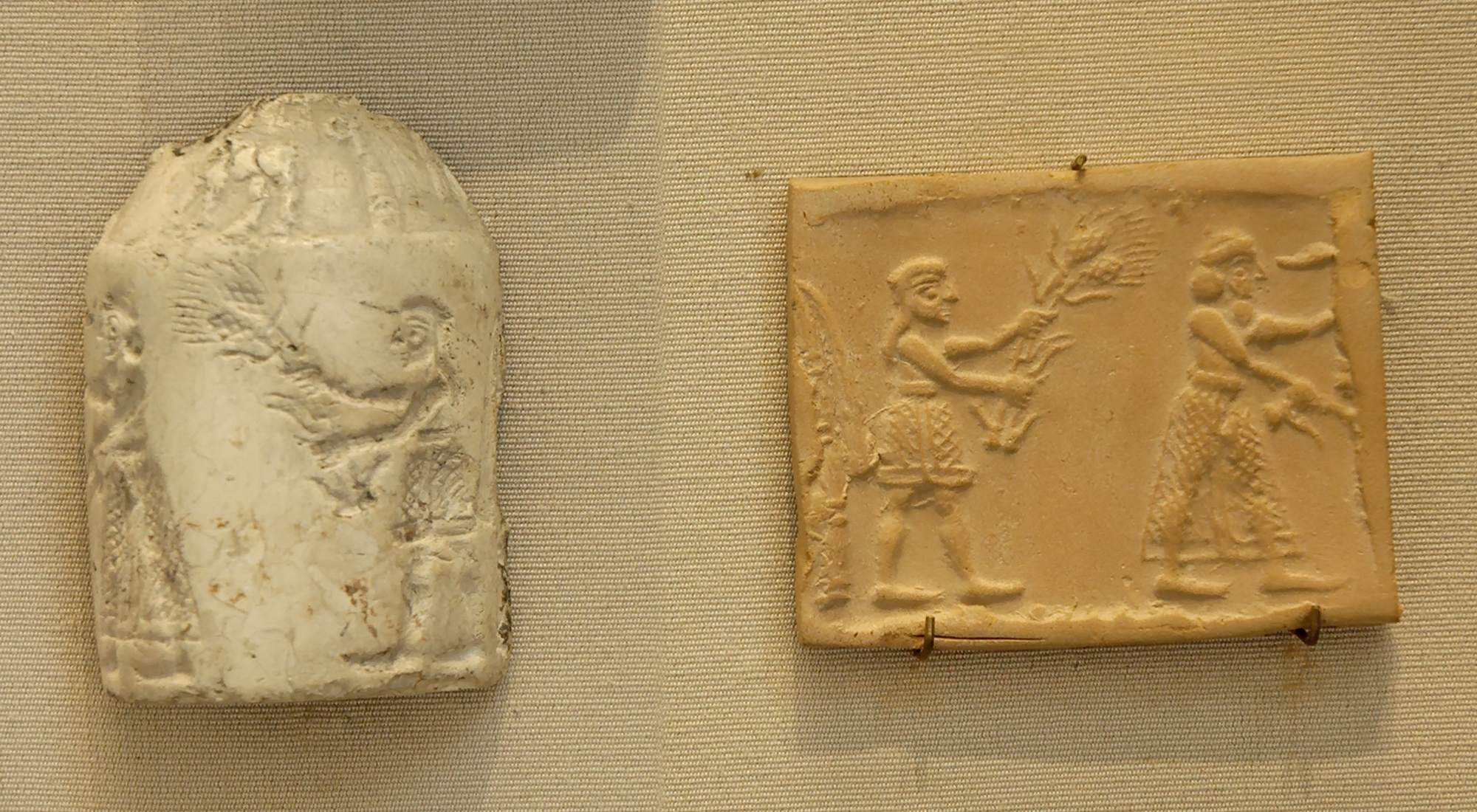
Rollsiegel mit Darstellungen des „Mann im Netzrock“ und dessen Abrollung; Louvre, Paris

Im Zusammenhang mit der Urbanisierung steht auch die Entstehung erster Staaten. Erstmals sind in der Uruk-Zeit politische Eliten deutlich fassbar, die sich von ärmeren Schichten abgrenzten. Sie präsentierten ihre Macht in Großbauten, die entsprechende Architektur der Obed-Zeit deutlich übertrafen. Große Unterschiede in der Grabausstattung lassen auf eine zunehmend auseinander klaffende Sozialschere schließen. Ihre bessere Stellung ermöglichte den Eliten den Zugang zum Fernhandel und damit zu Prestigegütern. Außerdem konnten sie sich die bezahlte Arbeitskraft anderer Menschen zunutze machen. Dass Stadt und Staat in einer Koevolution entstanden, wurde erstmals durch Gordon Childe postuliert und ist heute allgemein anerkannt. Unklar ist dabei jedoch, ob sich zur Uruk-Zeit ein Flächenstaat wie das spätere Reich von Akkade ausbildete. Dies hängt erheblich von der Interpretation der Uruk-Expansion ab. Denkbar wäre stattdessen die Entstehung zahlreicher Stadtstaaten, die eher lose miteinander in Beziehung standen. Ein Gesamtmodell zur Beschreibung der gesellschaftlichen Entwicklung dieser Zeit existiert nicht. Karl August Wittfogels Modell der hydraulischen Gesellschaften wird von den meisten Forschern heute abgelehnt.
Die politische Macht konzentrierte sich zur Uruk-Zeit in einer einzelnen eventuell monarchischen Person. Diese erscheint neu in der Ikonographie. Es handelt sich dabei um einen bärtigen Mann mit Stirnband. Er trägt einen sogenannten Netzrock oder ist gänzlich unbekleidet. Abbildungen von ihm finden sich auf Stelen sowie Siegeln. Oft bekämpft er in diesen Darstellungen Tiere oder Feinde; so etwa in der Löwenjagd-Stele. Daneben erscheint er auch häufig in Triumph- und Kultszenen. Bei letzteren scheint eine Beziehung zur Göttin Inanna zu bestehen. Dieser Gruppe von Darstellungen gehört auch die Vase von Warka an. Vereinzelt wird er auch als Hirte dargestellt.
Bisweilen wurde diese Figur als Priesterkönig EN bezeichnet. Dies erscheint gerechtfertigt, da zur Uruk-Zeit noch keine Trennung zwischen weltlicher und religiöser Macht feststellbar ist. In der Archäologie wird bei entsprechenden Darstellungen wegen der charakteristischen Tracht oft vom Mann im Netzrock gesprochen.
Neben dieser Person treten erstmals auch Institutionen als entscheidende politische Akteure auf. Sie begegnen insbesondere auch in den frühen Tontafeltexten. Dabei konnte bisher nicht geklärt werden, ob sie eher als Palast oder als Tempel anzusehen sind. In den folgenden historischen Epochen waren beide politisch hochgradig aktiv. Diese Institutionen hatten bereits in der Uruk-Zeit die Kontrolle über den Warenverkehr. Vermutlich organisierten sie die Redistribution von erwirtschafteten Gütern, die Landbewässerung sowie den Einsatz von Arbeitern. Ob sie als selbständige Wirtschaftsbetriebe agierten ist nicht nachweisbar.
Grundlage des Wirtschaftssystems war in der Uruk-Zeit jedenfalls weiterhin der einzelne Haushalt. Es wurde jedoch auch vermutet, dass sich Haushalte zu übergeordneten Einheiten zusammenschließen konnten.

#### Verwaltung

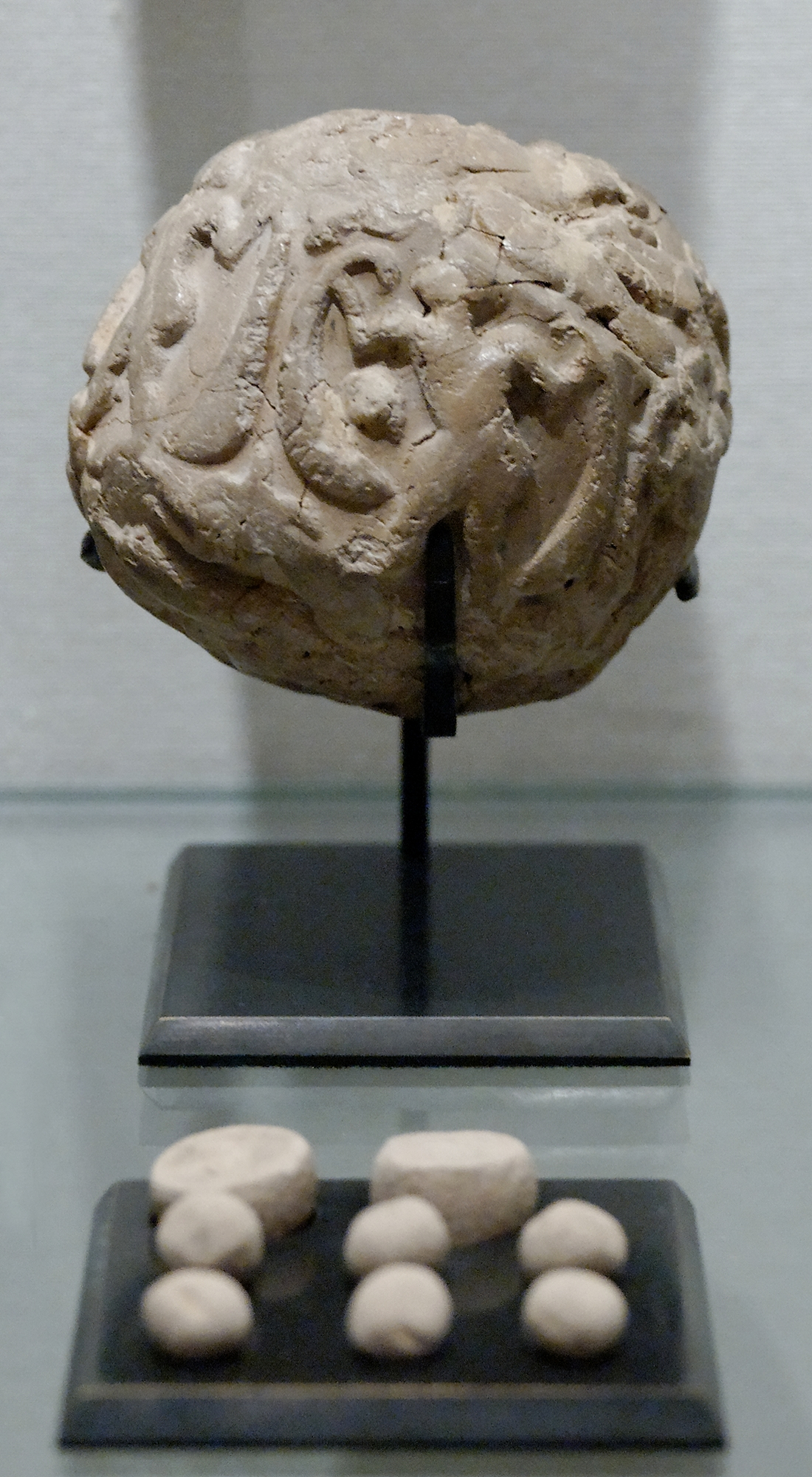
Gesiegelte Tonbulle mit Zählsteinen; Louvre, Paris

Die Entstehung größerer Institutionen mit Wirtschaftspotenzial ließ auch der Verwaltung und Buchhaltung eine größere Bedeutung zukommen. Diese verwendete neue Hilfsmittel, insbesondere zur Speicherung von Daten. Die größte Bedeutung kam hierbei der Schrift sowie den Siegeln zu. Im Laufe der Zeit entstand dann der Berufsstand der Schreiber. Sie bildeten eine eigene soziale Klasse und förderten den Aufbau einer Bürokratie. Verschiedene Textfunde scheinen während der Ausbildung zum Schreiber entstanden zu sein. Dies gilt insbesondere für sogenannte Wörterlisten, mit denen eventuell die Bedeutung von Schriftzeichen erlernt, geübt oder abgeprüft wurde.
Siegel wurden im Vorderen Orient schon spätestens seit dem siebten Jahrtausend vor Christus verwendet. Mit ihnen wurden Magazinräume, Behältnisse sowie Warensendungen gegen unbefugtes Öffnen gesichert. Hierfür kamen bis zur Uruk-Zeit sogenannte Stempelsiegel zum Einsatz, die in die Siegelmasse eingedrückt wurden. Im Laufe der Uruk-Zeit wurden sie durch Rollsiegel abgelöst. Dabei handelt es sich um Zylinder aus häufig wertvollem Material. Ihre Außenseite wurde mit einer Negativ-Gravur versehen. Durch das Abrollen auf feuchtem Ton wurde ein Positiv der Gravur in den Ton übertragen. In den folgenden Jahrtausenden waren Rollsiegel die typische Siegelform in Südwestasien.
Ein weiteres schon zuvor verwendetes Hilfsmittel zur Datenspeicherung waren Zählsteine (auch Tokens genannt) und Tonbullen. Zählsteine existierten in zahlreichen Größen und Formen. Jeder repräsentierte ein bestimmtes Material oder einen bestimmten Wert. In gesiegelte Tonbullae eingeschlossen konnte mit ihnen die Vollständigkeit einer Lieferung am Bestimmungsort nachgewiesen werden. Im Laufe der Zeit wurden die in einer Bulle enthaltenen Zählsteine auf deren Oberfläche eingedrückt. Um ihren Inhalt festzustellen, musste sie daher nicht mehr zerstört werden. Derzeit geht die Forschung davon aus, dass sich aus diesen Zählsteinen die ersten Schriftzeichen, aus den Bullae die Tontafeln entwickelten. Jedenfalls existieren Schriftzeichen, die dem zugehörigen Zählstein stark ähneln, nicht jedoch dem Gegenstand, den sie repräsentieren. Der unterschiedliche Wert der Zählsteine trug wohl auch dazu bei, dass in der Uruk-Zeit verschiedene Zahlensysteme nebeneinander verwendet wurden. Sie hingen von der Art des jeweiligen Gutes ab. Im Gebrauch waren das sich später durchsetzende Sexagesimalsystem sowie das Dezimalsystem und ein Bisexagesimalsystem.

### Technologiegeschichte
Im vierten vorchristlichen Jahrtausend vollzog sich zudem auch ein erheblicher Wandel in der Wirtschaftsweise. Neue Ressourcen wurden erschlossen, neue Werkzeuge erfunden und bestehende Werkzeuge fortentwickelt. Dies ermöglichte zum Teil erst die Produktion von Überschüssen, die zur Freisetzung von Arbeitskräften aus der Landwirtschaft nötig ist. Diese Freisetzung ist aber für eine arbeitsteilige Gesellschaft und die Entstehung eines Staatswesens unerlässlich.

#### Landwirtschaft

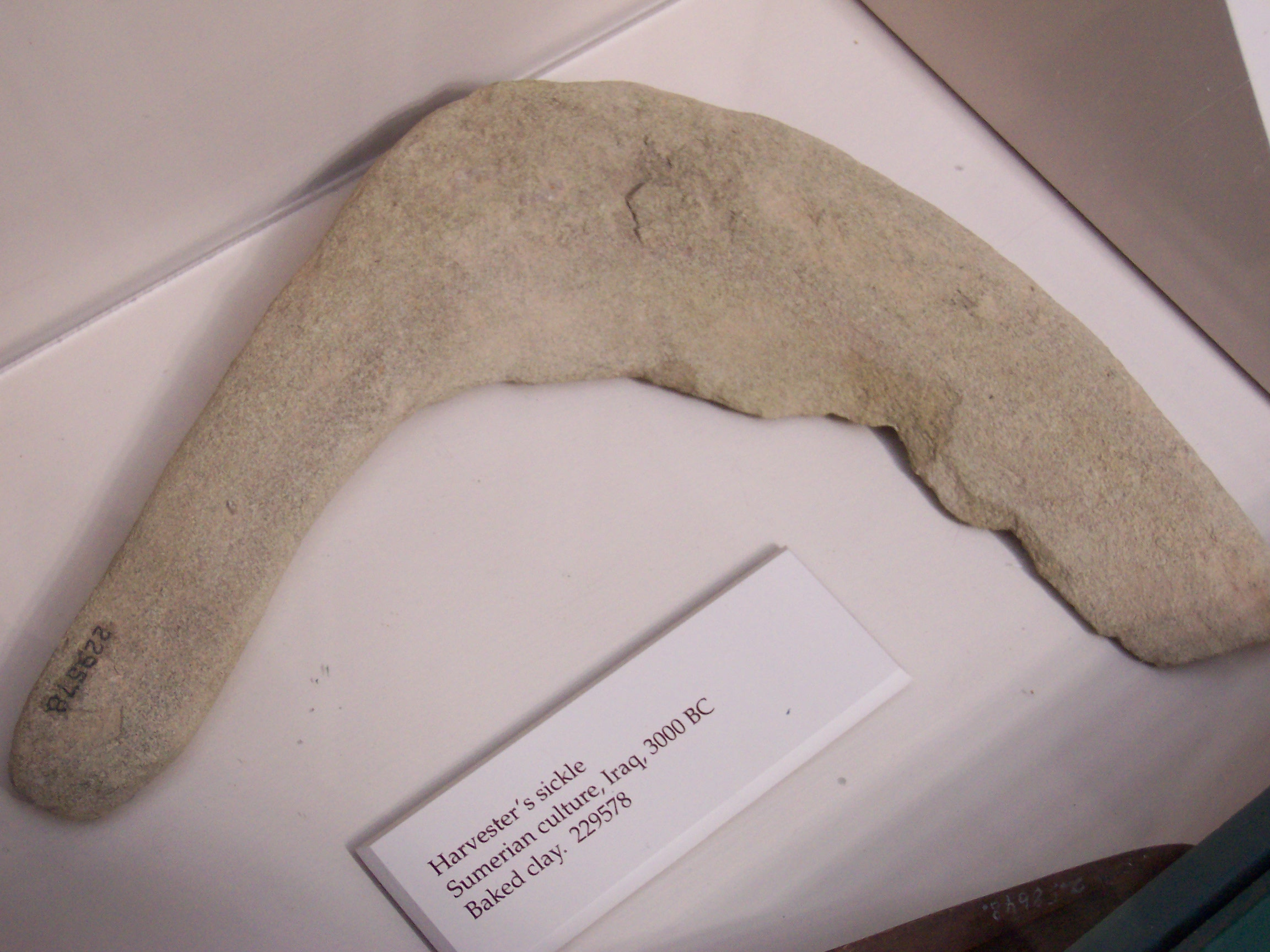
Sichel aus gebranntem Ton; um 3000 v. Chr.; Field Museum, Chicago

Von der Obed- zur Uruk-Zeit vollzogen sich deutliche Veränderungen in der Landwirtschaft. Sie wurden zusammenfassend als secondary products revolution bezeichnet. Diese Umwälzung ist dadurch gekennzeichnet, dass insbesondere Vieh nicht mehr nur als Fleischlieferant gehalten wurde. Vielmehr wurde erkannt, dass auch andere tierische Erzeugnisse verwertbar waren. Dazu gehören typischerweise ihre Arbeitskraft, ihre Milch sowie bei Schafen deren Wolle. Damit zum Teil verbunden ist die Erfindung neuer Geräte. Spätestens am Ende des 4. Jahrtausends trat der vom Ochsen/Esel gezogene Pflug auf. Er löste die Hacke ab und ermöglichte eine deutlich effektivere Landbewirtschaftung. Als neues Erntegerät erschien vermutlich schon in der Obed-Zeit die Sichel.
Landwirtschaftliche Erträge konnten durch die spätestens ab der Uruk-Zeit systematisch betriebene Bewässerung weiter gesteigert werden. Damit einhergehend wurde auch das Landschaftsbild insgesamt verändert. Parzellen erhielten eine langrechteckige Form, die mit dem Pflug leichter zu bearbeiten war. Jede Parzelle war zudem an einen Bewässerungskanal angeschlossen. Dieser war über ein komplexes Kanalsystem mit den großen Flüssen verbunden. Die Dattelpalme trat als neues Produkt ab dem ausgehenden fünften Jahrtausend vor Christus neben den Gerstenanbau. Neu domestiziert wurde auch der Esel. Dies ermöglichte schon kurz darauf die Züchtung von Mauleseln und Maultieren. Die ersten im Orient gezähmten Equiden dienten fortan als wichtige Lasttiere.
Die Veränderungen in der Landwirtschaft hatten soziale Folgen. Insbesondere die Viehzucht erfolgte im Rahmen extensiver Weidewirtschaft im Vorland des Zagros. Sie wurde vor allem durch transhumante Bevölkerungsgruppen betrieben. Der Ackerbau oblag hingegen sesshaften Bauern. Zentrale wirtschaftliche Einheit bildete hier die Familie. Erwirtschaftete Überflüsse ermöglichten jedoch die Bezahlung von Arbeit. Damit musste nicht mehr die gesamte Bevölkerung in der Nahrungsproduktion tätig sein. Übliches Zahlungsmittel waren hier wie in späteren Zeiten Gerstenrationen oder Wolle.
Neben privatem Eigentum an Agrarland von Einzelpersonen und Haushalten wird ab dem späten vierten Jahrtausend auch institutioneller Landbesitz in der Hand der erweiterten Herrscher- und göttlichen Haushalte fassbar, letztere in Gestalt der Tempel. Auch Formen der Überlassung institutioneller Ländereien an Haushalte, die im Gegenzug den Institutionen gegenüber zu Leistungen verpflichtet waren, lassen sich in dieser Zeit nachweisen, also Frühformen von Lehnswesen und Pfründen.

#### Handwerk

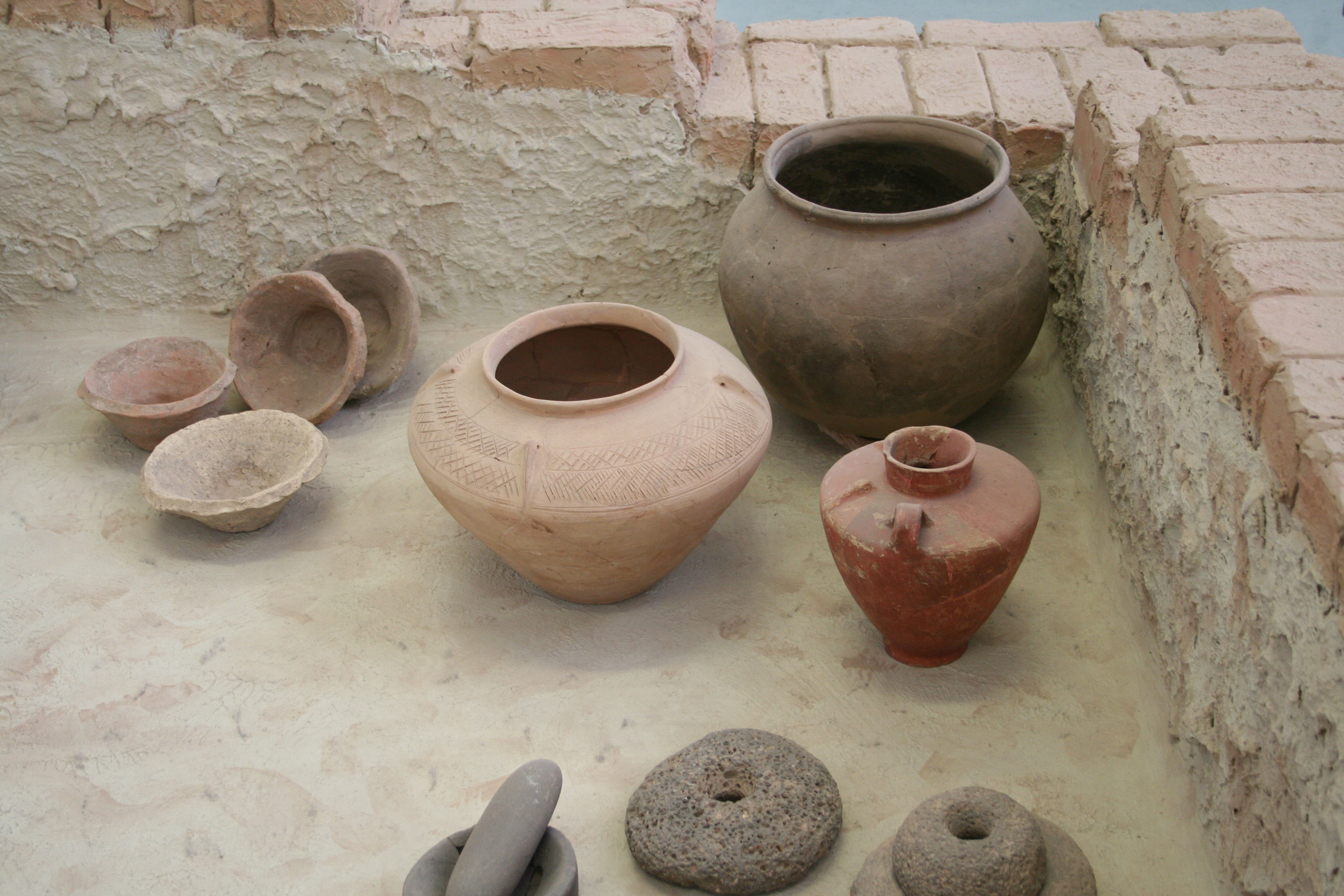
Keramik der Uruk-Zeit; links Glockentöpfe; VAM, Berlin

Zum Teil mit den Veränderungen in der Landwirtschaft zusammenhängend, teils unabhängig davon, kam es auch auf dem Gebiet des Handwerks zu zahlreichen Neuerungen. Die Textilproduktion entwickelte sich in der Uruk-Zeit zu einem wichtigen Wirtschaftsfaktor. Dies wird auch durch Darstellungen auf zahlreichen Rollsiegeln reflektiert. Diese Entwicklung war vor allem möglich, nachdem Schafswolle nutzbar gemacht worden war. Diese löste die bis dahin als Grundprodukt verwendete Flachsfaser ab. Dadurch frei werdende Flächen wurden in der Folge vor allem zur Kultivierung von Sesam als Ölpflanze genutzt.
Die Töpferei wurde in der Uruk-Zeit durch die Erfindung der Töpferscheibe revolutioniert. Sie vollzog sich in zwei Schritten. Zunächst erschien die langsam-drehende Scheibe. Sie wurde dann von der schnell drehenden Tournette abgelöst. Sie ermöglichte eine schnellere Herstellung von Keramik, die auch durch verbesserte Brennöfen gefördert wurde. Tonwaren wurden fortan in Massenproduktion hergestellt. Dies führte auch dazu, dass Gefäßdekor insgesamt zurückging. Keramik wurde in der Regel nur noch mit einem Schlickerüberzug versehen. Sofern Keramik dekoriert war, beschränkte sich dies meist auf einfache Ritzungen. Vermutlich stieg der Bedarf an Keramik vor allem, um große landwirtschaftliche Erträge zu speichern. Hergestellt wurde sie in spezialisierten Werkstätten. Da die dortigen Töpfer keine Landwirtschaft zur Subsistenz mehr betreiben konnten, waren sie auf die Bezahlung in Gerstenrationen angewiesen. Auf diese Weise bildeten sich erste Berufszweige heraus. Charakteristischste Keramikform der Uruk-Zeit ist der Glockentopf. Er hatte eine standardisierte Größe und wurde in einer Form hergestellt. Seine Funktion ist nicht endgültig geklärt. Es wird jedoch vermutet, dass er der Rationszuteilung diente.
Zur uruk-zeitlichen Metallurgie existieren nur wenige Funde als Studienobjekte. Hierfür dürfte der Wert von Metall im rohstoffarmen Mesopotamien mitverantwortlich sein. Anstatt defekte Metallobjekte wegzuwerfen, wurden sie eingeschmolzen und das Material wieder verwendet. Klar ist jedoch, dass die Uruk-Zeit am Übergang zwischen Kupferzeit und Bronzezeit steht. Im Frühdynastikum existierte bereits ein hochentwickeltes Metallhandwerk. Es liegt daher nahe, seine Ursprünge in der Uruk-Zeit zu suchen. Das verarbeitete Metall muss dabei über weitreichende Handelsnetzwerke herangeschafft worden sein.

#### Architektur

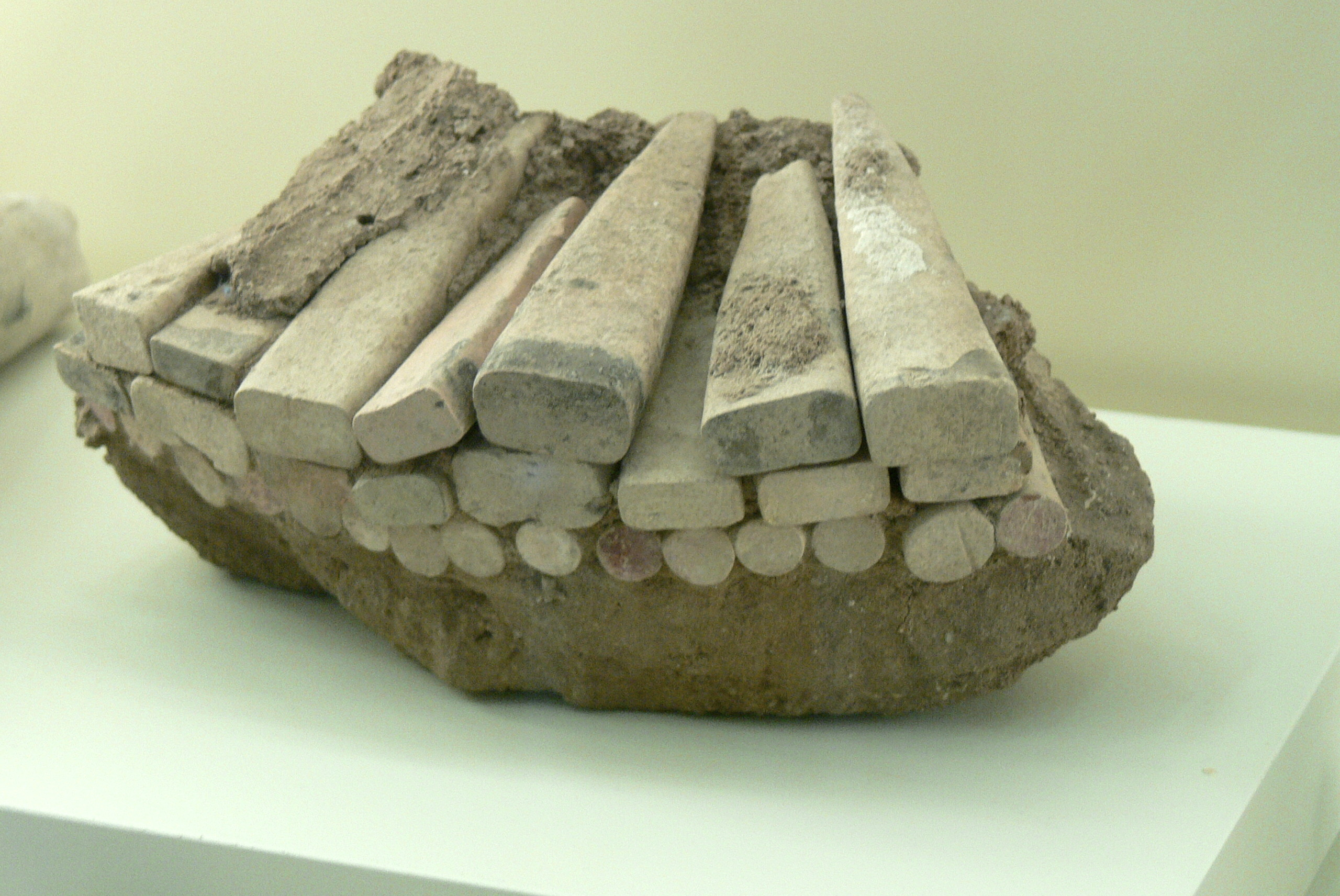
Teil eines Tonstiftmosaiks; typisches Dekorelement für Gebäude in der Uruk-Zeit; VAM Berlin

Veränderungen in der Architektur sind vor allem im Eanna-Bezirk in Uruk feststellbar. So wurden die seit langem im Vorderen Orient verwendeten Lehmziegel perfektioniert. Insbesondere wurden sie zu Backsteinen gebrannt. Bei den Großbauten wurden sie in standardisierten Größen verwendet. Für aufragende Gebäudeteile wurden die kleineren und leicht handhabbaren Riemchen eingesetzt. In Terrassen wurden dagegen die größeren sogenannten Patzen verbaut. Als Mörtel diente wasserdichtes Bitumen aus natürlichen Quellen im südlichen Irak. Daneben kam auch Sand- und Kalkstein als Baumaterial zum Einsatz. Sie mussten über größere Distanzen herangeschafft werden.
Stein war neben Ton auch Grundlage der Stiftmosaike. Dabei handelt es sich um eine für die Uruk-Zeit charakteristische Form des Gebäude-Dekors. Hierzu werden zum Teil bemalte Stein- oder Tonstifte in den noch weichen Verputz gedrückt. Neuartig ist auch der Einsatz von Halbsäulen zur Verzierung von Gebäudefassaden. Wegweisend für die kommenden Epochen war die Einführung des Pfeiler-Nischen-Dekors. Er wurde an öffentlichen Bauwerken verwendet und mit Riemchen realisiert. Anders als in der Obed-Zeit waren diese Bauwerke nicht nur in Mittelsaalbauweise realisiert. Stattdessen wurde auch mit neuen Bauformen experimentiert, die nach der Uruk-Zeit nicht fortgeführt wurden.

#### Erfindung des Rades?
Ob auch das Rad während der Uruk-Zeit in Mesopotamien erfunden wurde, ist strittig. Tatsächlich verschwinden Schlittendarstellungen am Ende der Uruk-Zeit zusehends aus der Ikonographie. Gleichzeitig nimmt die Zahl von Darstellungen anderer Fahrzeuge zu. Ob es sich dabei um Räderfahrzeuge handelt, ist jedoch nicht gesichert. Wahrscheinlich wurde das Rad jedoch weiter nördlich zwischen Mitteleuropa und Kaukasus erfunden. Dies legen dort gemachte archäologische Funde zumindest nahe. Dass das Auftreten von Rädern im Vorderen Orient in die Uruk-Zeit fällt, ist damit nicht ausgeschlossen. Jedenfalls existierten dort schon früh im 3. Jahrtausend Wagen. Sie verwendeten noch keine Speichenräder und waren damit schwerfällig. Als Transportmittel dürfte dem Schilfboot jedoch insgesamt eine größere Bedeutung zugekommen sein.

### Ideengeschichte
Die schwerwiegenden Veränderungen der Uruk-Zeit müssen auch die Vorstellungswelt damaliger Menschen betroffen haben. Dies schlägt sich zum Teil in ihrer kulturellen Ausdrucksweise nieder. Hierüber auf die Vorstellungswelt zurück zu schließen ist jedoch nur bedingt möglich und methodisch schwierig.

#### Kunst

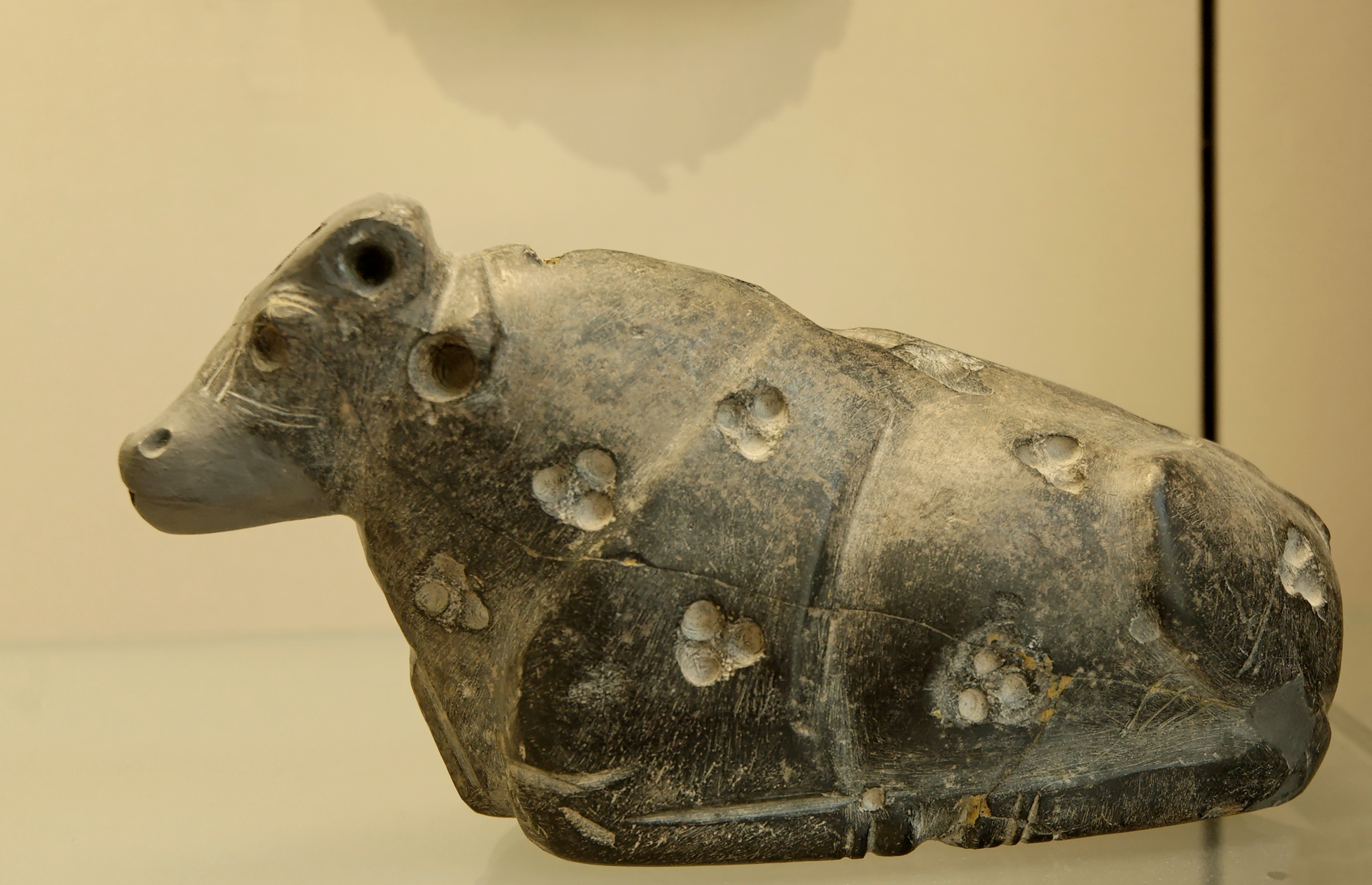
Statuette eines sitzenden Ochsen aus Uruk (ca. 3000 v. Chr.); Louvre, Paris

Kunstgeschichtlich kam es in der Uruk-Zeit zu signifikanten Neuerungen. Wie bereits beschrieben, verlor die Keramik als Kunstobjekt insgesamt an Bedeutung. Sie wurde vielmehr zur Massenware. Demgegenüber traten jedoch neue Gattungen auf. Sie wurden nicht zuletzt von den Eliten genutzt, um ihr Selbstverständnis zu kommunizieren. So wurden ab der Uruk-Zeit vermehrt Skulpturen hergestellt. Als gänzlich neue Gattung traten Stelen auf. Rollsiegel ermöglichten mit ihrer größeren Oberfläche völlig neuartige Formen der Darstellung. Oft zeigen sie komplexe narrative Szenen, teilweise auch unendliche Darstellungen.
Im Vergleich zu den vorausgehenden Epochen ist die Uruk-zeitliche Kunst deutlich realistischer. Im Zentrum der Darstellung stehen häufig Menschen. Dabei handelt es sich bei weitem nicht immer um den Monarchen. Oft sind auch gewöhnliche Menschen in Alltagssituationen zu sehen. Eben damit markiert die Uruk-Zeit einen Wendepunkt in der mesopotamischen Stilentwicklung. Während zuvor Naturdarstellungen sehr präsent waren, kam nunmehr dem Menschen eine prominente Rolle zu. Auch Götter wurden ab dem Ende der Uruk-Zeit anthropomorph abgebildet. Dies wurde in den historischen Epochen des Alten Orients durchweg beibehalten. Daneben lebten theriomorphe Darstellungen weiter fort.
Szenerie und Motive der Glyptik finden sich auch im Rund- und Flachbild wieder. Uruk-zeitliche Statuen sind meist klein. Es handelt sich dabei um vollplastische Darstellungen. Sie zeigen Tiere, Götter oder den Mann im Netzrock. Die wichtigsten Kunstwerke der Uruk-Zeit stammten aus dem bereits erwähnten Sammelfund. Zu ihnen gehört die Löwenjagd-Stele sowie die Vase von Warka. Weitere wichtige Funde sind der kleine Mann von Warka und die Frauenmaske von Uruk.

#### Religion

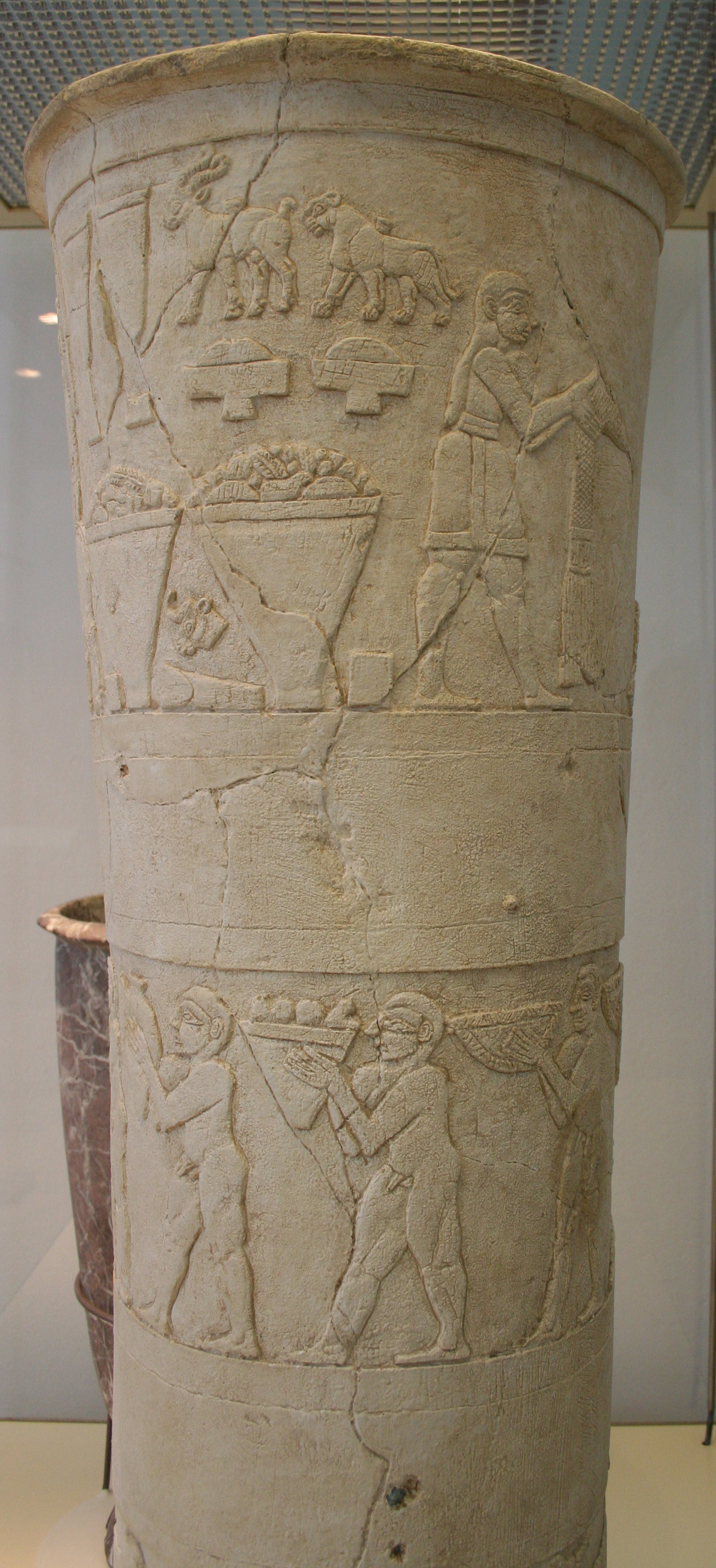
Kopie der Vase von Warka; Berlin, VAM

Die Religion der Uruk-Zeit ist nur schwer zu fassen. Bereits die Identifikation von Kultorten ist mit archäologischen Methoden oft nicht sicher möglich. Viele als Tempel kategorisierte Gebäude könnten auch anderen Zwecken gedient haben. Dies gilt besonders für den Eanna-Bezirk von Uruk. Zwar konnten in einigen der dortigen Gebäude Kulteinrichtungen eindeutig identifiziert werden. In zahlreichen anderen Gebäuden gelang dies jedoch nicht. Aus den Funden und den folgenden Epochen kann geschlossen werden, dass Gottheiten vor allem in Tempeln verehrt wurden.
Eine besondere Bedeutung kam vermutlich der Göttin Inanna zu. Sie wird am häufigsten dargestellt und in Texten erwähnt. Auch AN wird vermutlich in Texten erwähnt. Für ihn wird jedoch das Zeichen DINGIR verwendet. Dieses dient auch als Determinativ für Götternamen. Daher ist im Einzelfall unklar, ob in einem Text AN erwähnt wird. Viele frühe Tontafeln dokumentieren den Göttern dargebrachte Opfer. Demnach erhielten die Götter täglich wie besonders auch zu öffentlichen Zeremonien Gaben aus der Bevölkerung. Ebendieser Vorgang dürfte auch auf der Vase von Warka dargestellt sein.
Ihr lassen sich auch Informationen zur Kosmologie der Uruk-zeitlichen Gesellschaft entnehmen. Die auf ihr befindliche Darstellung in mehreren Registern konstruiert eine deutlich hierarchisch organisierte Gesellschaft. An deren Spitze stehen die Göttin Inanna, der Mann im Netzrock sowie deren Dienerschaft. Erst im zweiten Register folgen die übrigen Menschen, die dort Gaben anliefern. Unter ihnen stehen die als Nahrungsquelle dienenden Tiere. Die Basis bilden der Süßwasserozean sowie die Pflanzenwelt.